# Liste der Biografien/Var
Liste der Biografien |
Portal Biografien |
Personensuche
# |
A |
B |
C |
D |
E |
F |
G |
H |
I |
J |
K |
L |
M |
N |
O |
P |
Q |
R |
S |
T |
U |
V |
W |
X |
Y |
Z |
?
 
Va |
Vd |
Ve |
Vh |
Vi |
Vj |
Vl |
Vn |
Vo |
Vr |
Vs |
Vt |
Vu |
Vy
 
Vaa |
Vab |
Vac |
Vad |
Vae |
Vaf |
Vag |
Vah |
Vai |
Vaj |
Vak |
Val |
Vam |
Van |
Vap |
Vaq |
Var |
Vas |
Vat |
Vau |
Vav |
Vaw |
Vax |
Vay |
Vaz
Die Liste der Biografien führt alle Personen auf, die in der deutschsprachigen Wikipedia einen Artikel haben. Dieses ist eine Teilliste mit 667 Einträgen von Personen, deren Namen mit den Buchstaben „Var“ beginnt.

## Var
- Var, François (1888–1972), französischer Politiker (SFIO), Mitglied der Nationalversammlung
- Var[…] Opt[…], Gaius, antiker römischer Toreut

### Vara
- Vara, Anni (* 1884), deutsche Bühnenschauspielerin
- Vara, Céline (* 1984), Schweizer Politikerin (GPS)
- Vara, Julián (* 1983), spanischer Fußballspieler
- Vara, Shailesh (* 1960), britischer Politiker (Conservative Party), Mitglied des House of Commons und Nordirland-Minister
- Varacka, José (1932–2018), argentinischer Fußballspieler und -trainer
- Varaďa, Václav (* 1976), tschechischer Eishockeyspieler und -trainer
- Varadaraj, K. V. (1924–2011), indischer Fußballspieler
- Varadarajan, V. S. (1937–2019), indisch-US-amerikanischer Mathematiker
- Varadhan, S. R. Srinivasa (* 1940), indischer Statistiker und Wahrscheinlichkeitstheoretiker
- Váradi, Gergely (* 1996), ungarischer Schauspieler
- Varadi, Imre (* 1959), englischer Fußballspieler
- Váradi, János (* 1961), ungarischer Boxer
- Varadinis, Mirjam (* 1972), Schweizer Kuratorin und Kunsthistorikerin
- Varadkar, Leo (* 1979), irischer PolitikerLeo Varadkar (* 1979)

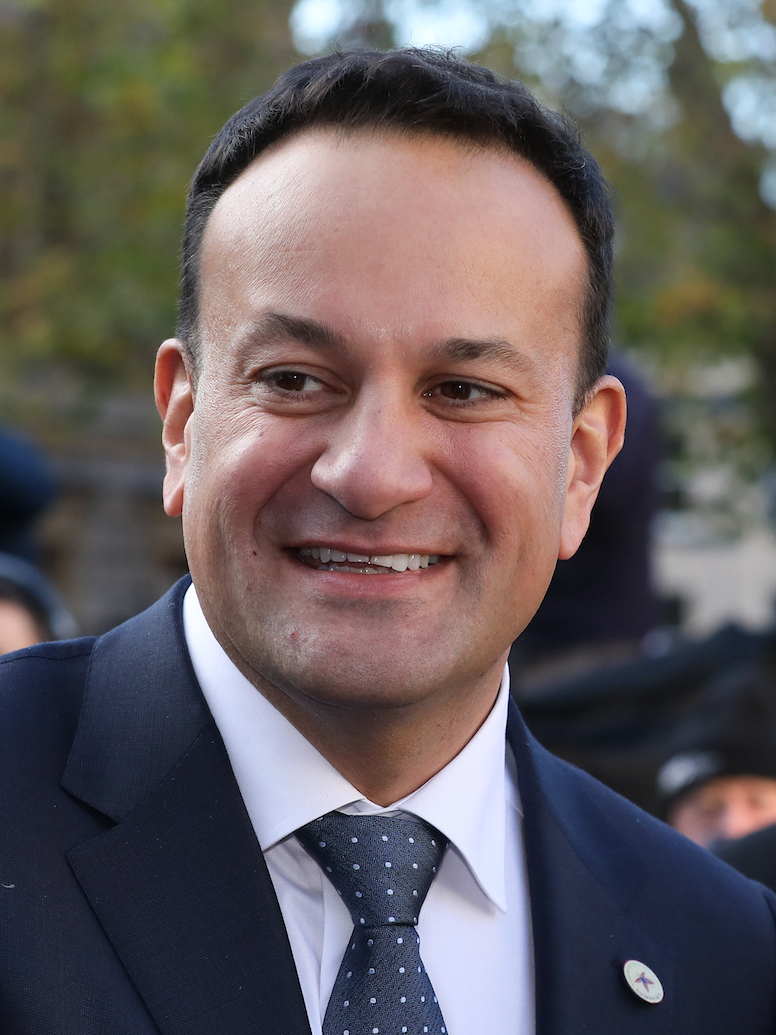
Leo Varadkar (* 1979)

- Varady, Andreas (* 1997), slowakischer Jazzgitarrist
- Várady, Barbora (* 1992), slowakische Tischtennisspielerin
- Varady, Dagmar (* 1961), deutsche Künstlerin
- Várady, Eszter (* 1953), ungarische Bibliothekarin und Schriftstellerin
- Varady, Julia (* 1941), ungarisch-deutsche Opern- und Konzertsängerin (Sopran)
- Várady, Kálmán (* 1958), deutscher Künstler
- Varady, Ladislaus (1906–1989), ungarischer Dirigent und Komponist, Professor am Konservatorium in Wien
- Varah, Chad (1911–2007), britischer Geistlicher (anglikanisch), Begründer der weltweit ersten Telefonseelsorge
- Varah, Sean (* 1968), kanadischer Komponist und Cellist
- Varahamihira, indischer Astronom
- Varain, Adolf (1888–1967), preußischer Offizier, Landrat und Regierungspräsident
- Varain, Heinz Josef (1925–2011), deutscher Politikwissenschaftler
- Varajon, Mike (* 1964), US-amerikanischer Footballspieler
- Varakil, Neena (* 1991), indische Weitspringerin
- Varalakshmi, G. (1926–2006), indische Schauspielerin, Sängerin und Filmproduzentin
- Varalakshmi, S. (1927–2009), indische Filmschauspielerin und Sängerin
- Varaldo, Franco (1906–1991), italienischer Politiker und Chirurg, Senator
- Varallo, Francisco (1910–2010), argentinischer Fußballspieler
- Varallo, Marcello (* 1947), italienischer Skirennläufer
- Varam[…], antiker römischer Toreut
- Varanauskas, Adolfas (1934–2007), litauischer Kugelstoßer
- Varanauskas, Povilas (* 1941), litauischer Politiker, Mitglied des Seimas
- Varandal, Jean († 1617), französischer Arzt
- Varane, Jonathan (* 2001), französischer Fußballspieler
- Varane, Raphaël (* 1993), französischer FußballspielerRaphaël Varane (* 1993)

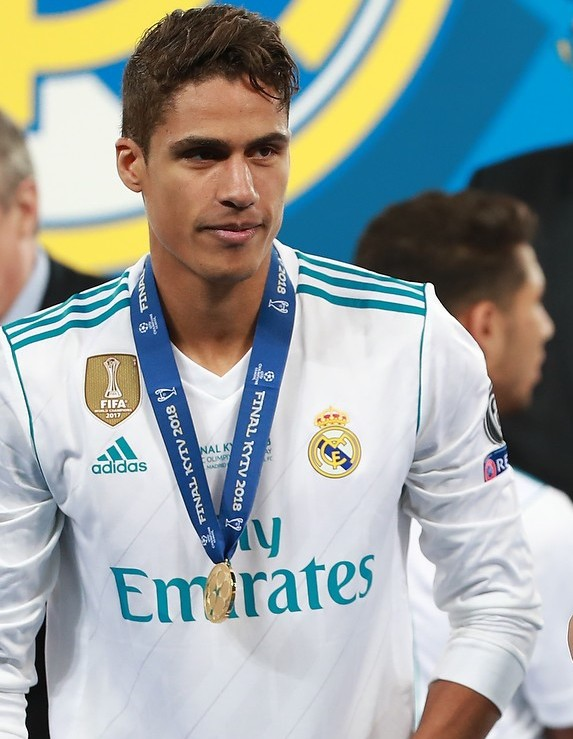
Raphaël Varane (* 1993)

- Varani, José (1915–1990), brasilianischer Geistlicher, römisch-katholischer Bischof von Jaboticabal
- Varanini, Gian Maria (* 1950), italienischer Historiker und Hochschullehrer
- Varank, Mustafa (* 1976), türkischer parteiloser Politiker
- Varano, Camilla Battista (1458–1524), italienische Selige, Jungfrau und Mystikerin
- Varano, Costanza (1426–1447), Humanistin, Gelehrte und Schriftstellerin
- Varano, Giulio Cesare da (1430–1502), italienischer Herrscher und Condottiere
- Varapatsorn Radarong (* 1988), thailändische Beachvolleyballspielerin
- Varas de la Barra, Antonio (1817–1886), chilenischer Minister und Politiker
- Varas, Alex (* 1976), chilenischer Fußballspieler
- Varas, Carlos (* 1970), chilenischer Biathlet
- Varas, Joaquín (1923–2010), chilenischer Geistlicher, Militärbischof von Chile
- Varas, Víctor, chilenischer Fußballspieler
- Varasdi, Géza (* 1928), ungarischer Leichtathlet
- Varaška, Mantas (* 1979), litauischer Jurist und Politiker, Mitglied des Seimas
- Varaste, Alireza (* 1992), iranischer Synchronsprecher und Casting Director
- Varatchaya Wongteanchai (* 1989), thailändische Tennisspielerin
- Varatharajah, Senthuran (* 1984), deutscher SchriftstellerSenthuran Varatharajah (* 1984)

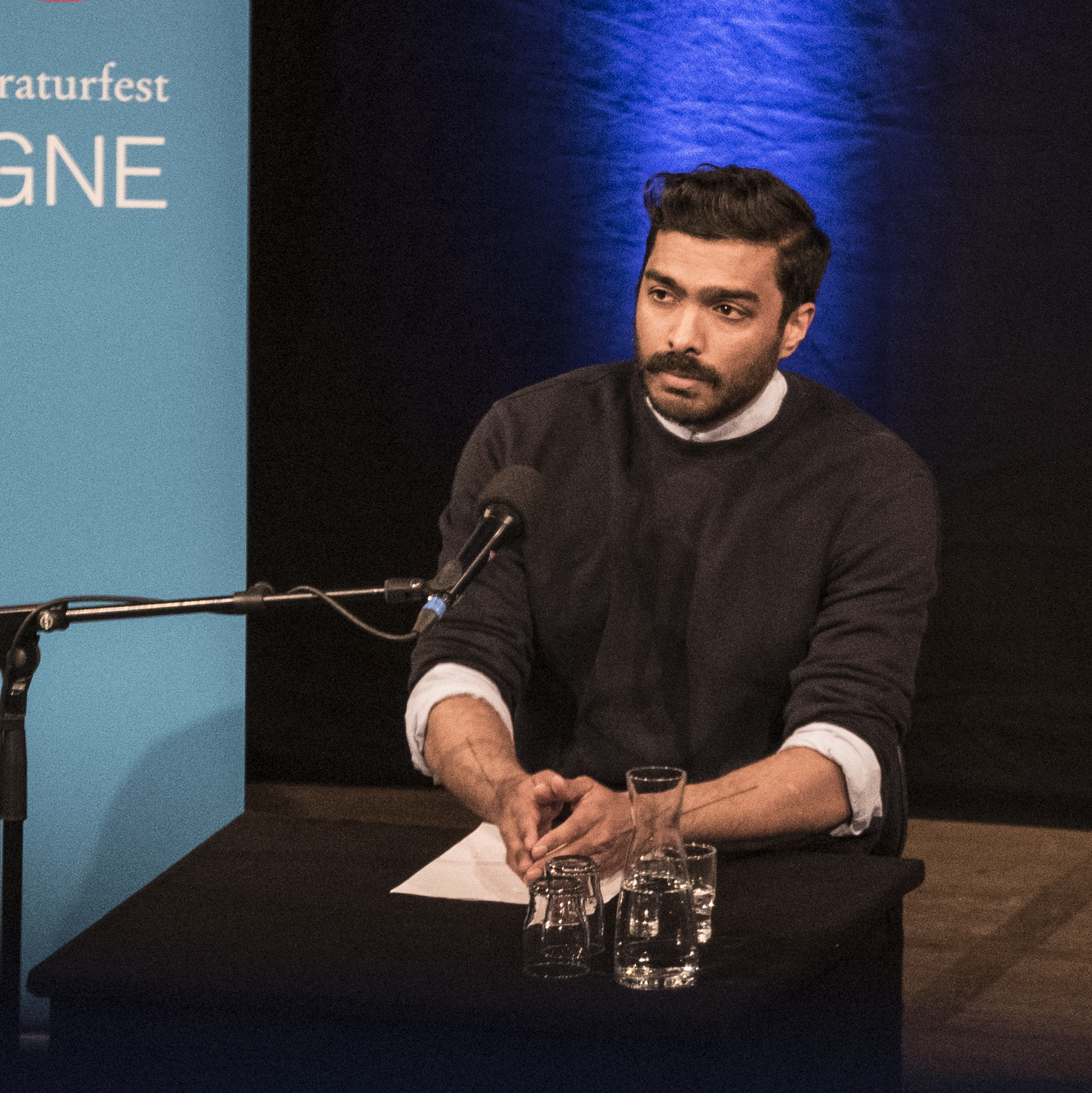
Senthuran Varatharajah (* 1984)

- Väravas, Ants (1937–2018), estnischer Radrennfahrer
- Varavudh Suteethorn (* 1948), thailändischer Geologe und Wirbeltierpaläontologe
- Varax, Guillaume de († 1466), Bischof von Bellay und Lausanne
- Varazdat, König von Armenien

### Varb
- Varbæk, Ib (* 1940), dänischer Radrennfahrer
- Varblane, Hannes (1949–2022), estnischer Dichter und Literaturkritiker

### Varc
- Varchi, Benedetto (1502–1565), Florentiner Dichter und Historiker
- Varcin, Coline (* 1993), französische Biathletin
- Varco, Richard L. (1912–2004), US-amerikanischer Chirurg
- Varcoe, Helen (1907–1995), britische Schwimmerin
- Varcoe, Stephen (* 1949), englischer Opernsänger (Bassbariton)
- Varconi, Victor (1891–1976), US-amerikanischer Schauspieler und Filmemacher ungarischer Herkunft

### Vard
- Vard, André, Schlagzeuger, Musiker, Songwriter und Sound Designer
- Varda, Agnès (1928–2019), französische Filmregisseurin und FotografinAgnès Varda (1928–2019)

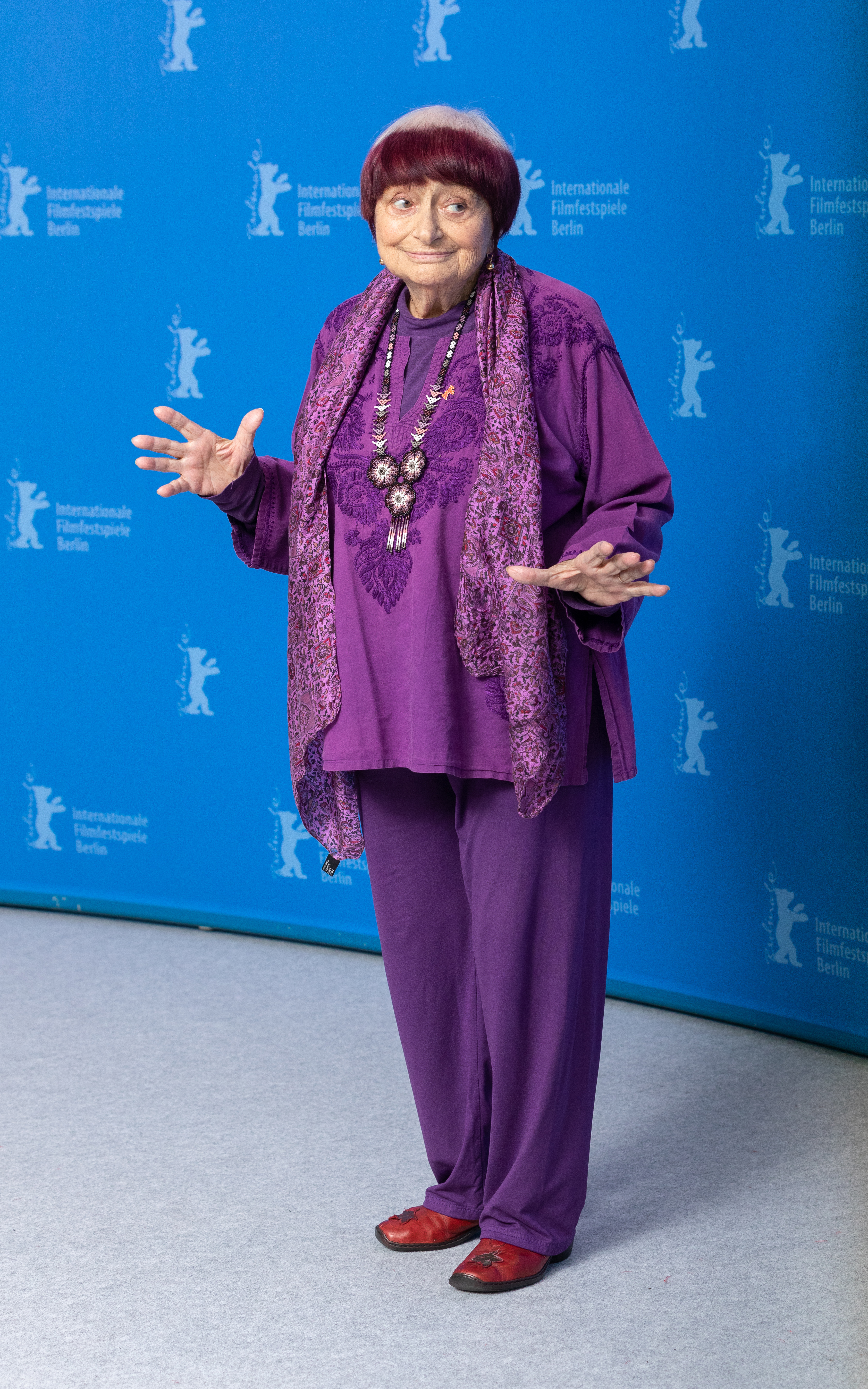
Agnès Varda (1928–2019)

- Varda, Jean (1893–1971), türkisch-amerikanischer Maler und Collagekünstler
- Varda, Rosalie (* 1958), französische Kostümbildnerin und Filmproduzentin
- Vardakas, Parthenios (1867–1933), Metropolit von Kitros, Katerini und Platamon
- Vardală, Mihai (* 1903), rumänischer Rugbyspieler
- Vardalos, Nia (* 1962), kanadische SchauspielerinNia Vardalos (* 1962)

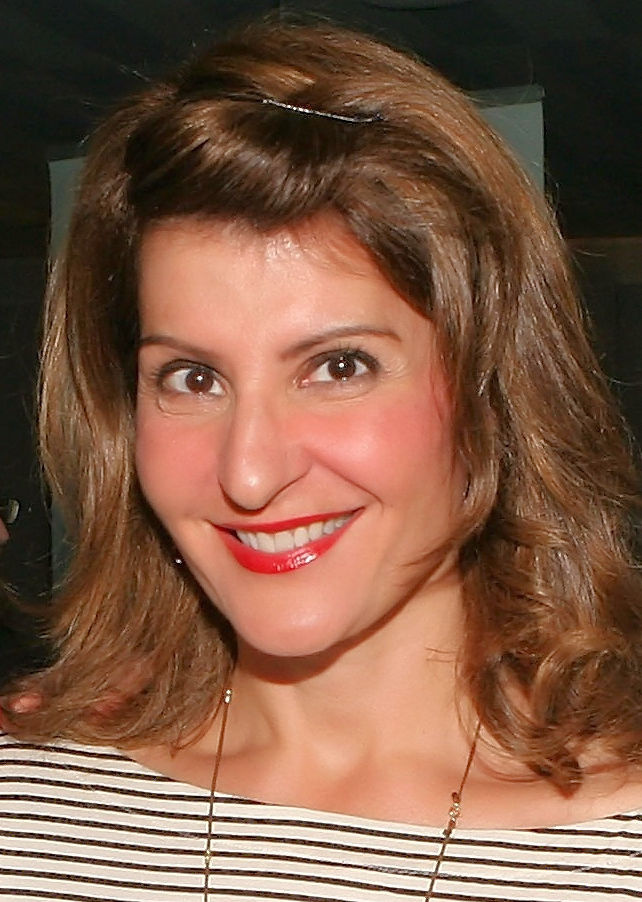
Nia Vardalos (* 1962)

- Vardaman, James K. (1861–1930), US-amerikanischer Politiker
- Vardanes, parthischer König
- Vardanes II., parthischer Gegenkönig
- Vardanian, Eleonora (* 1998), armenisch-österreichische Sängerin
- Vardanian, Mariam (1864–1941), armenische Politaktivistin und Revolutionärin, Mitgründerin einer Partei
- Vardanian, Norik (* 1987), armenisch-amerikanischer Gewichtheber
- Vardar, Akın (* 1978), türkischer Fußballtorhüter
- Vardar, Berkay (* 2003), aserbaidschanisch-türkischer Fußballspieler
- Vardar, Melih (1993–2020), türkischer Fußballspieler
- Vardar, Rasim (* 1979), türkischer Fußballspieler
- Vardar, Recep (* 1967), deutscher Objektkünstler und Kurator
- Vardar, Sercan (* 1993), deutscher Footballspieler
- Vardar, Sertan (* 1982), türkischer Fußballspieler
- Vardaro, Elvino (1905–1971), argentinischer Tangogeiger, Bandleader und Komponist
- Vardeman, Robert E. (* 1947), amerikanischer Science-Fiction- und Fantasy-Autor
- Varden, Erik (* 1974), norwegischer römisch-katholischer Ordensgeistlicher, Prälat von Trondheim
- Varden, Evelyn (1893–1958), US-amerikanische Schauspielerin
- Varden, Norma (1898–1989), britische Schauspielerin
- Vardhan, Vishnu (* 1987), indischer Tennisspieler
- Vardi, Arie (* 1937), israelischer klassischer Pianist, Dirigent und Musikpädagoge
- Vardi, Ilan (* 1957), kanadischer Mathematiker
- Vardi, Moshe Y. (* 1954), israelisch-amerikanischer Informatiker
- Vardi, Yossi (* 1942), israelischer Unternehmer, Investor und Politikberater
- Vardigans, Richard (* 1954), britischer Pianist
- Vardin, Alexandre (* 1989), französischer Fußballspieler
- Vardinogianni, Marianna († 2023), griechische UNESCO-Botschafterin des guten Willens
- Vardinogiannis, Vardis (1933–2024), griechischer Reeder und Manager
- Vardon, Harry (1870–1937), englischer GolferHarry Vardon (1870–1937)

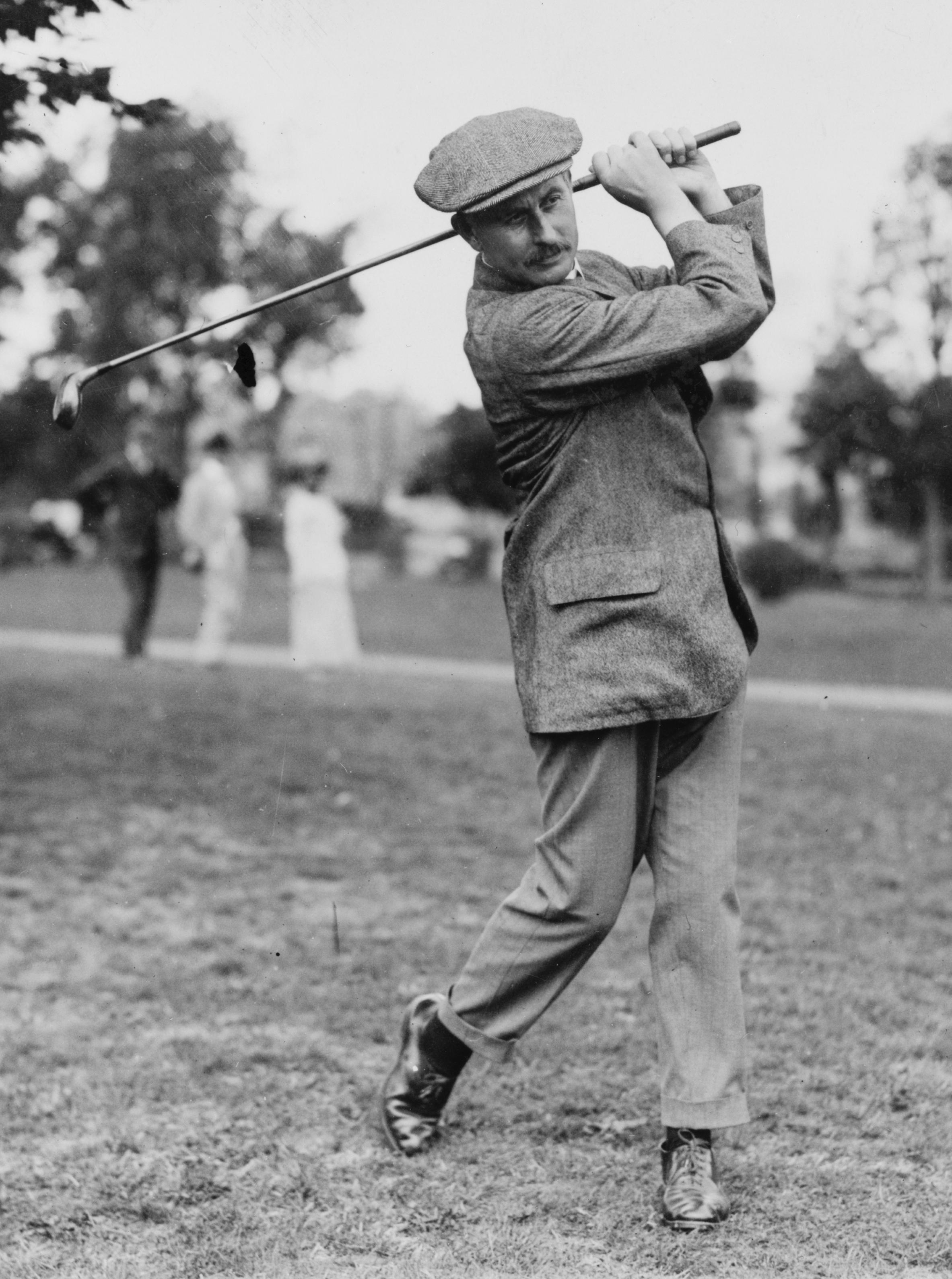
Harry Vardon (1870–1937)

- Vardon, Philippe (* 1980), französischer politischer Aktivist
- Vardund, Ingerid (1927–2006), norwegische Schauspielerin
- Vardy, Donna (* 1971), englische Squashspielerin
- Vardy, Jamie (* 1987), englischer FußballspielerJamie Vardy (* 1987)

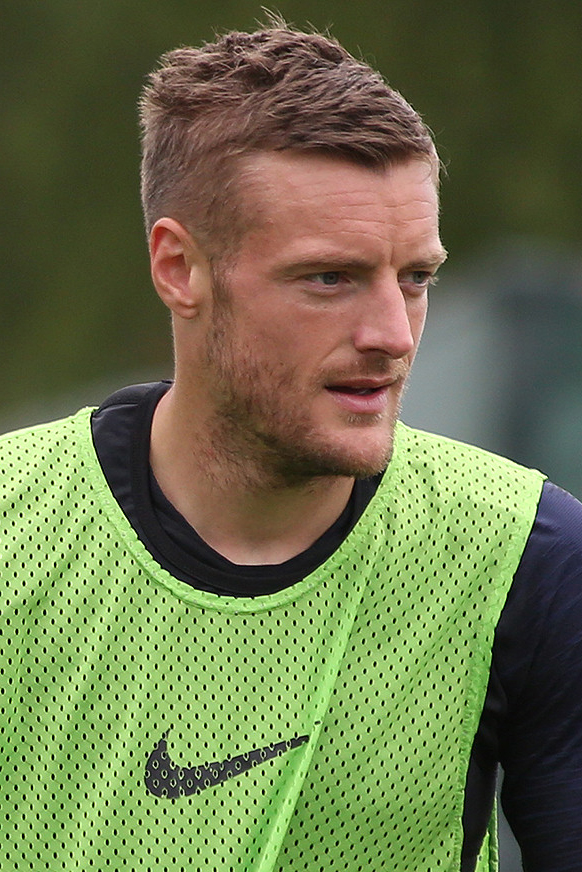
Jamie Vardy (* 1987)

### Vare
- Varè, Daniele (1880–1956), italienischer Schriftsteller
- Väre, Eemeli (1885–1974), finnischer Ringer
- Vare, Raivo (* 1958), estnischer Politiker
- Vare, William Scott (1867–1934), US-amerikanischer Politiker
- Varea, Rupeni (* 1968), fidschianischer Gewichtheber
- Varecza, Árpád (1941–2005), ungarischer Mathematiker
- Vareika, Valdemaras (* 1963), litauischer Ingenieur
- Vareikis, Egidijus (* 1958), litauischer Chemiker, Politologe und Politiker
- Vareikis, Justinas (1870–1956), litauischer Buchträger und Soldat
- Vareikis, Vygantas (* 1960), litauischer Historiker, Professor und Politiker
- Varejão, Anderson (* 1982), brasilianischer Basketballspieler
- Varejcka, Filip (* 2001), deutscher Eishockeyspieler
- Varek, Toomas (* 1948), estnischer Politiker, Mitglied des Riigikogu
- Vařeková, Veronika (* 1977), tschechisches Model
- Varela Fernandez, Ricardo Javier, uruguayischer Diplomat
- Varela Geiss, Pedro (* 1957), spanischer Schriftsteller, Bibliothekar und Holocaustleugner
- Varela Gomez, Lucia (* 2003), spanische Volleyballspielerin
- Varela López, Víctor (* 1973), mexikanischer Politiker der Partido de la Revolución Democrática (PRD)
- Varela Server, Pablo (1942–2024), spanischer Geistlicher, Hochschullehrer und Universitätspräsident, römisch-katholischer Weihbischof in Panama
- Varela, Adriana (* 1952), argentinische Tangosängerin und Schauspielerin
- Varela, Agivedo, osttimoresischer Herpetologe und Umweltschützer
- Varela, Alan (* 2001), argentinischer Fußballspieler
- Varela, Bartolomeu (* 1973), französischer Fußballschiedsrichter
- Varela, Blanca (1926–2009), peruanische Dichterin
- Varela, Bruno (* 1994), portugiesischer Fußballtorwart
- Varela, Carlos (1918–1964), chilenischer Fußballspieler
- Varela, Carlos (* 1963), kubanischer Sänger und Songwriter
- Varela, Carlos (* 1977), spanischer Fußballspieler
- Varela, Federico (* 1997), argentinischer Fußballspieler
- Varela, Fernando (* 1979), spanischer Fußballspieler
- Varela, Fernando (* 1987), kap-verdisch-portugiesischer Fußballspieler
- Varela, Florencia (* 1957), uruguayische Tänzerin und Choreografin
- Varela, Francisco J. (1946–2001), chilenischer Biologe und NeurowissenschaftlerFrancisco J. Varela (1946–2001)

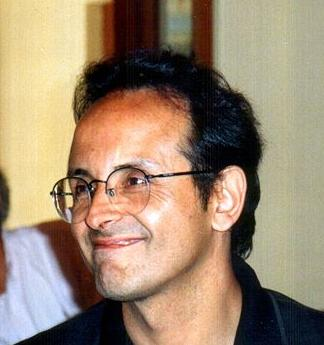
Francisco J. Varela (1946–2001)

- Varela, Guillermo (* 1993), uruguayischer Fußballspieler
- Varela, Gustavo (* 1978), uruguayischer Fußballspieler
- Varela, Héctor (1914–1987), argentinischer Musiker
- Varela, Iris (* 1969), venezolanische Politikerin
- Varela, Jesus (1927–2018), philippinischer Geistlicher und römisch-katholischer Bischof von Sorsogon
- Varela, Jim (* 1994), uruguayischer Fußballspieler
- Varela, Joaquín (* 1998), uruguayischer Fußballspieler
- Varela, José (* 1960), deutsch-spanischer Boxsportler
- Varela, José Enrique (1891–1951), spanischer General
- Varela, José Pablo (* 1988), uruguayischer Fußballspieler
- Varela, José Pedro (1845–1879), uruguayischer Politiker, Soziologe, Schriftsteller und Journalist
- Varela, Juan Carlos (* 1963), panamaischer Unternehmer, Politiker und Präsident des Landes
- Varela, Juan Cruz (1794–1839), argentinischer Schriftsteller, Journalist und Politiker
- Varela, Juan Mariano (* 1972), mexikanischer Fußballspieler und -funktionär
- Varela, Leonor (* 1972), chilenische SchauspielerinLeonor Varela (* 1972)

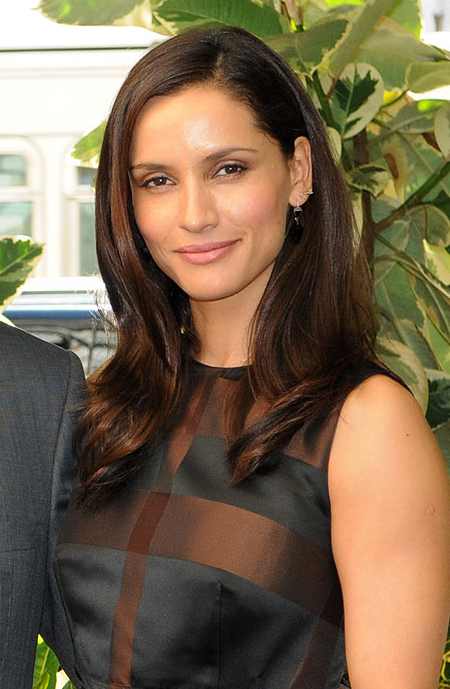
Leonor Varela (* 1972)

- Varela, Luis (1941–2021), uruguayischer Fußballspieler
- Varela, Manuel († 1927), uruguayischer Fußballspieler
- Varela, Matias (* 1980), schwedischer Schauspieler
- Varela, Obdulio Jacinto (1917–1996), uruguayischer Fußballspieler
- Varela, Pedro (* 1974), portugiesischer Regisseur und Schauspieler
- Varela, Raquel (* 1978), portugiesische Historikerin und Hochschullehrerin
- Varela, Raúl, mexikanischer Fußballspieler
- Varela, Severino (1913–1995), uruguayischer Fußballspieler
- Varela, Silvestre (* 1985), portugiesischer Fußballspieler
- Varela, Sofía (* 1998), costa-ricanische Fußballspielerin
- Varela, Toni (* 1986), kap-verdischer Fußballspieler
- Varela, Valentino, osttimoresischer Politiker
- Varela, Vitalina (* 1966), kap-verdisch-portugiesische Schauspielerin
- Varell, Bert (1935–2006), deutscher Musiker, Schauspieler, Autor und Musikproduzent
- Varell, Isabel (* 1961), deutsche Sängerin, Schauspielerin, Musicaldarstellerin und FernsehmoderatorinIsabel Varell (* 1961)

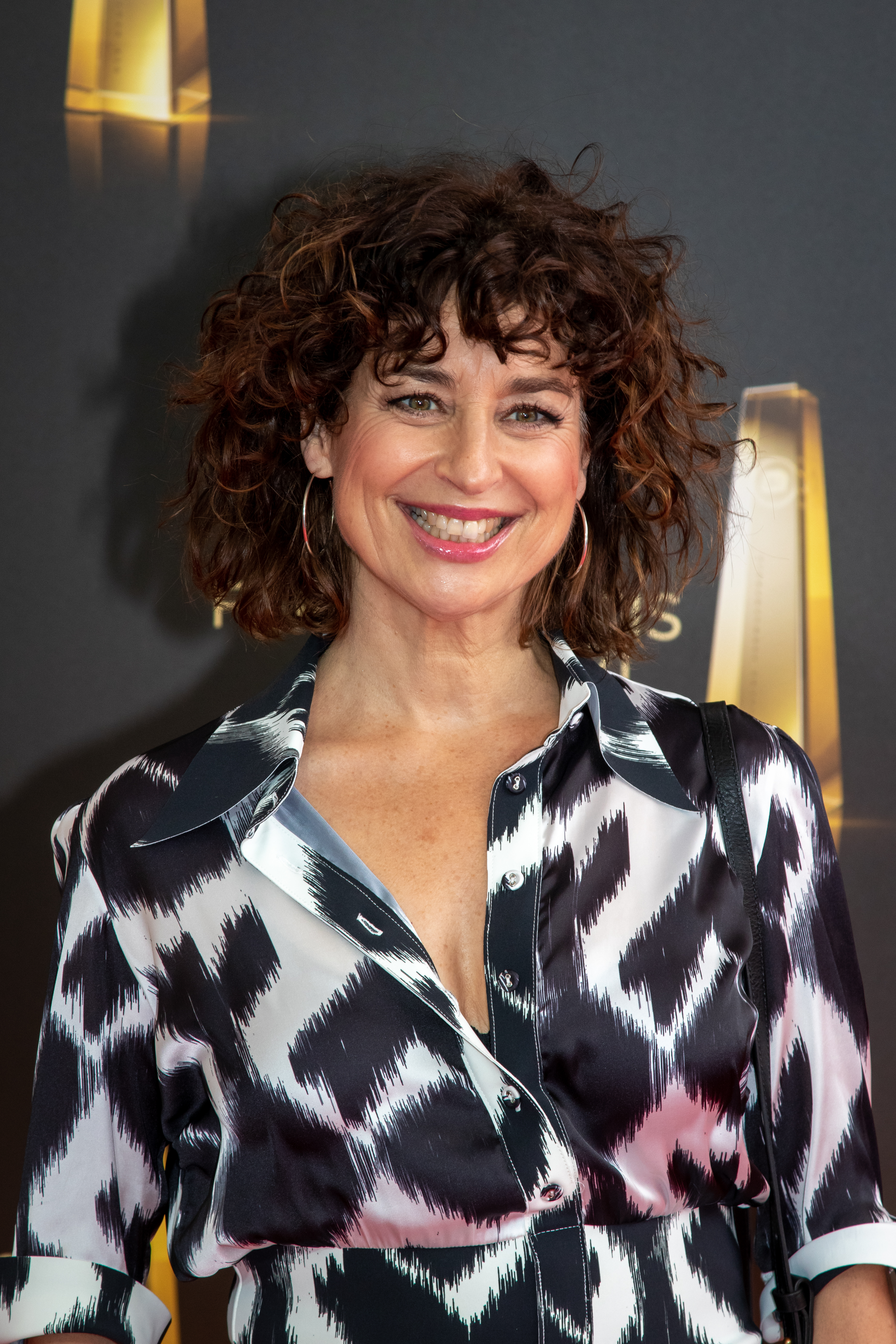
Isabel Varell (* 1961)

- Varella, Drauzio (* 1943), brasilianischer Arzt und Autor
- Varellas, Peter (* 1984), US-amerikanischer Wasserballspieler
- Varelmann, Franz (1904–1978), deutscher Politiker (CDU), MdB
- Varena, Elsa (1895–1971), deutsche Opernsängerin (Sopran)
- Varendorff, Amelung von († 1355), Osnabrücker Ritter und Burgmann
- Varendorff, Eberhard von († 1568), geistlicher Würdenträger des Erzbistums Bremen
- Varendorff, Gustav Adolf von († 1812), dänischer Major
- Varendorff, Jakob Friedrich von (1706–1780), oldenburgischer Kanzleidirektor
- Varendorff, Johann von, geistlicher Würdenträger des Bistums Osnabrück, Domherr und Domsenior sowie Propst von St. Johann
- Varendorff, Ludolf von († 1571), deutscher geistlicher Würdenträger des Bistums Hildesheim und des Erzbistums Bremen
- Varenholt, Peter Henrich, deutscher Orgelbauer
- Varenhorst, Christiaan (* 1990), niederländischer Beachvolleyballspieler
- Varenhorst, Wilhelm (1865–1944), deutscher Politiker, MdR
- Varenius, August (1620–1684), deutscher lutherischer Theologe
- Varenius, Bernhard (* 1622), Geograph
- Varenkamp, Ines (* 1963), deutsche Radrennfahrerin
- Varenna, Bartolomeo (1818–1886), Schweizer Anwalt, Offizier, Politiker, Tessiner Grossrat und Staatsrat
- Varenne, Alexandre (1870–1947), französischer Journalist und Politiker
- Varenne, Antonin (* 1973), französischer Kriminalautor
- Varenne, Friedrich Wilhelm von (1698–1744), preußischer Oberst, Chef des Infanterieregiments Nr. 31, Canon in Halberstadt
- Varennes, Fernand de (* 1958), kanadischer Rechtswissenschaftler und Menschenrechtsexpertin
- Varennes, Jean de, französischer Adliger, Marschall von Frankreich
- Varennes, Nana de (1885–1981), kanadische Schauspielerin
- Vares, Johannes (1890–1946), estnischer Schriftsteller, Lyriker und Kommunist
- Vares, Tõnis (1859–1925), estnischer Jurist und Politiker
- Varešanin von Vareš, Marijan (1847–1917), österreichisch-ungarischer Statthalter
- Varešanović, Hajrudin (* 1961), bosnisch-herzegowinischer SängerHajrudin Varešanović (* 1961)

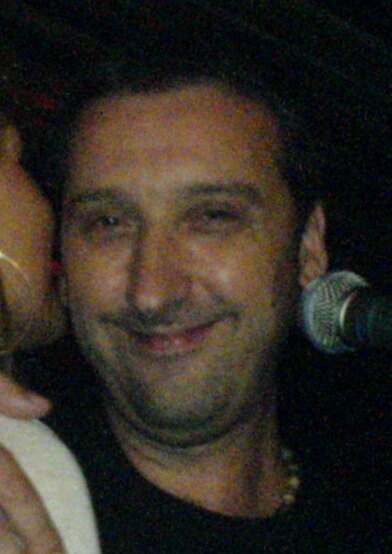
Hajrudin Varešanović (* 1961)

- Vareschi, Giorgio Antonio (1725–1785), römisch-katholischer Ordensgeistlicher, Apostolischer Vikar des Großmogulenreichs
- Varesco, Daniele (* 1995), italienischer Skispringer
- Varesco, Giambattista (1735–1805), italienischer Dichter und Opernlibrettist
- Varese, Amedeo (1890–1969), italienischer Fußballspieler
- Varèse, Edgar (1883–1965), französisch-US-amerikanischer Komponist und Dirigent
- Varese, Federico (* 1965), italienischer Sozialwissenschaftler und Kriminologe
- Varesi, Felice (1813–1889), italienischer Opernsänger (Bariton)
- Varesi, Valerio (* 1959), italienischer Journalist und Krimi-Schriftsteller
- Varesi-Strauss, Fabio (* 1994), österreichischer Fußballspieler
- Varetti, Carlo Vittorio (1884–1963), italienischer Fußballspieler und -funktionär
- Varetto, Angelo (1910–2001), italienischer Radrennfahrer
- Varettoni, Silvano (* 1984), italienischer Skirennläufer

### Varf
- Várfalvi Kósa, János († 1601), Theologe und Leiter der Unitarischen Kirche in Siebenbürgen
- Varfis, Grigoris (1927–2017), griechischer Politiker, MdEP
- Varfolomeev, Darja (* 2006), deutsche rhythmische SportgymnastinDarja Varfolomeev (* 2006)

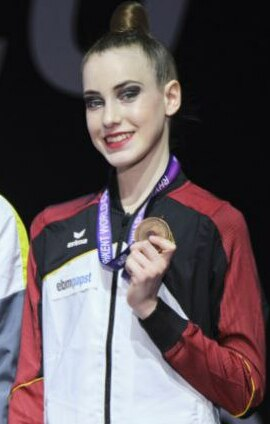
Darja Varfolomeev (* 2006)

### Varg
- Varga Sinai, Gizella (* 1944), iranische Malerin und Mitbegründerin der Künstlergruppe DENA
- Varga von Kibéd, Alexander (1902–1986), deutsch-ungarischer Philosoph
- Varga von Kibéd, Matthias (* 1950), deutscher Logiker, Wissenschaftstheoretiker und Hochschullehrer
- Varga Weisz, Paloma (* 1966), deutsche Bildhauerin und Zeichnerin
- Varga, Ádám (* 1999), ungarischer Kanute
- Varga, Ákos (* 1987), ungarischer Badmintonspieler
- Varga, Andreas (1913–1944), banatschwäbischer römisch-katholischer Geistlicher und Märtyrer
- Varga, Andreas (* 1977), österreichischer Handballspieler
- Varga, Attila (* 1991), österreichischer Fußballspieler
- Varga, Balázs (* 2003), ungarischer Eishockeyspieler
- Varga, Bálint András (1941–2019), ungarischer Publizist und Schriftsteller zur Neuen Musik
- Varga, Barnabás (* 1994), ungarischer Fußballspieler
- Varga, Béla (1889–1969), ungarischer Ringer
- Varga, Bence (* 1994), ungarischer Poolbillardspieler
- Varga, Billy (1919–2013), US-amerikanischer Ringer und Filmdarsteller
- Varga, Carol (1930–2008), philippinisch-amerikanische Schauspielerin
- Varga, Christoph (* 1969), österreichischer Fernseh- und Radio-Journalist
- Varga, Dacian (* 1984), rumänischer Fußballspieler
- Varga, Dániel (* 1983), ungarischer Wasserballer
- Varga, Dénes (* 1987), ungarischer Wasserballspieler
- Varga, Donát (* 2000), ungarischer Hammerwerfer
- Varga, Elisabeth (1948–2011), niederländische Bildhauerin und Medailleurin
- Varga, Endre (* 1977), ungarischer Fußballspieler
- Varga, Eugen (1879–1964), ungarisch-sowjetischer Ökonom
- Varga, Éva (* 1953), ungarische Badmintonspielerin
- Varga, Ferenc (1906–1989), ungarisch-französischer Maler, Graphiker und Bildhauer
- Varga, Ferenc (1925–2023), ungarischer Kanute
- Varga, Ferenc (* 1993), ungarischer Politiker
- Varga, Franja, jugoslawischer Radrennfahrer
- Varga, Frank (1943–2018), ungarisch-amerikanischer Bildhauer
- Varga, Gréta (* 2003), ungarische Mittelstrecken- und Hindernisläuferin
- Varga, Ilona (* 1960), ungarische Journalistin, Übersetzerin und Herausgeberin eines Wörterbuchs
- Varga, Imre (1923–2019), ungarischer Bildhauer
- Varga, Imre (1945–2011), ungarischer Judoka
- Varga, Iosif (1941–1992), rumänischer Fußballspieler und -trainer
- Varga, István (1943–2014), ungarischer Handballspieler
- Varga, István (1960–2023), ungarischer Judoka
- Varga, János (1939–2022), ungarischer Ringer
- Varga, József (1891–1956), ungarischer Chemiker (Technische Chemie, Petrolchemie)
- Varga, József (* 1988), ungarischer Fußballspieler
- Varga, Judit (* 1976), italienisch-ungarische Mittelstreckenläuferin
- Varga, Judit (* 1979), ungarische Pianistin und Komponistin
- Varga, Judit (* 1980), ungarische Juristin und Politikerin (Fidesz)Judit Varga (* 1980)

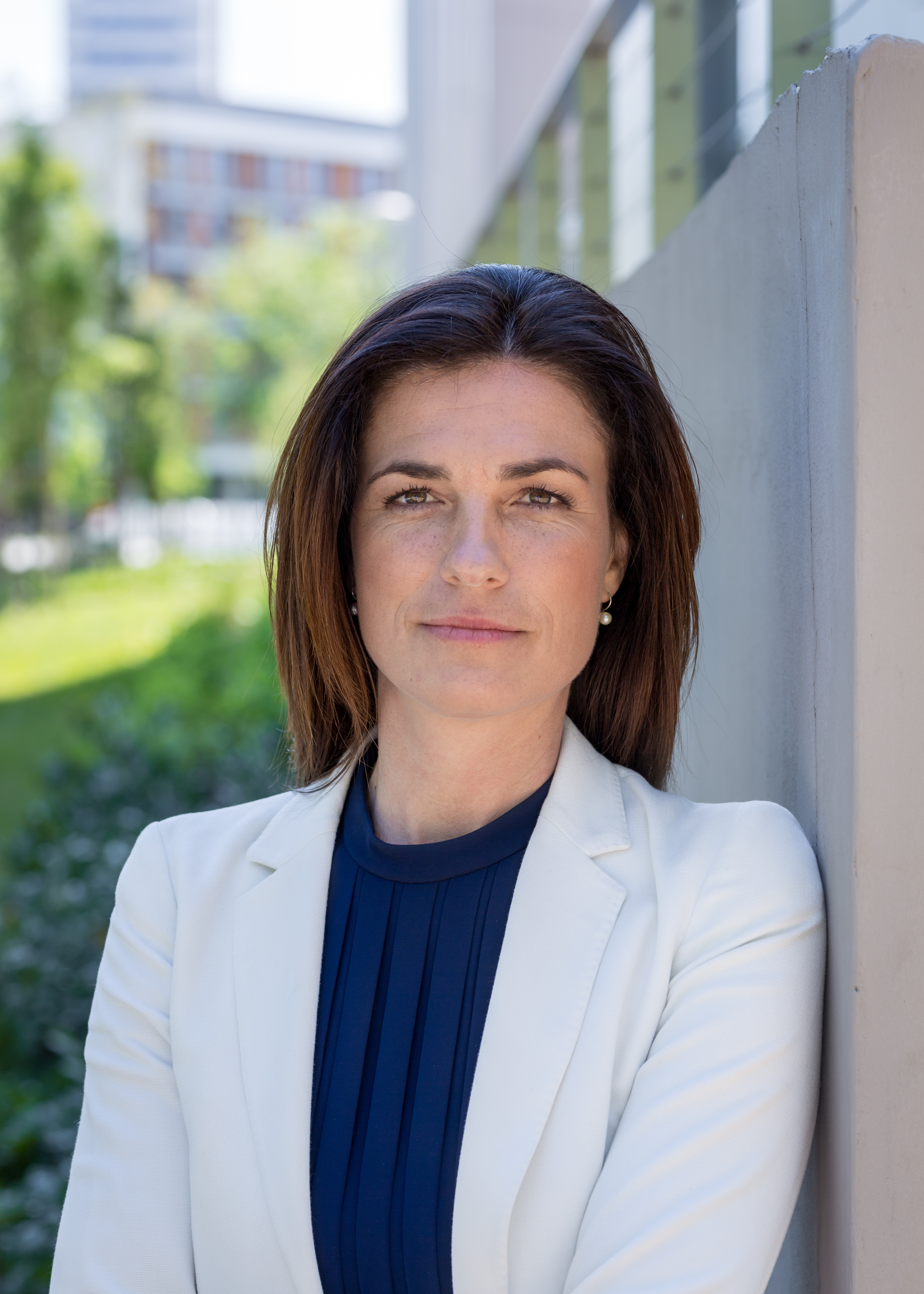
Judit Varga (* 1980)

- Varga, Karol (* 1956), tschechischer Basketballspieler
- Varga, Károly (* 1955), ungarischer Sportschütze
- Varga, Katalin (* 1954), ungarische Schauspielerin und Theaterregisseurin
- Varga, Kevin (* 1996), ungarischer Fußballspieler
- Varga, Kitti (* 1984), ungarische Fußballspielerin
- Varga, Krzysztof (* 1968), polnischer Prosaschriftsteller, Literaturkritiker und Feuilletonist
- Varga, Lajos (* 1950), ungarischer römisch-katholischer Geistlicher, Weihbischof in Vác
- Varga, László (* 1956), ungarischer Geistlicher, Bischof von Kaposvár
- Varga, Lucie (1904–1941), österreichische Historikerin, Assistentin von Lucien Febvre
- Varga, Marián (1947–2017), slowakischer Komponist und Musiker
- Varga, Mihály (* 1965), ungarischer Politiker
- Varga, Miklós (* 1987), ungarischer Boxer
- Varga, Miroslav (* 1960), tschechischer Sportschütze
- Varga, Orsolya (* 1987), ungarische Badmintonspielerin
- Varga, Ottó (1909–1969), ungarischer Mathematiker
- Varga, Ovidiu (1913–1993), rumänischer Komponist, Musikwissenschaftler und -pädagoge
- Varga, Péter (* 1942), ungarischer Geophysiker
- Varga, Réka (* 1977), ungarische Richterin und Hochschullehrerin
- Varga, Richard (* 1989), slowakischer Triathlet
- Varga, Richard S. (1928–2022), US-amerikanischer Mathematiker
- Varga, Robert (1941–2023), französischer Radrennfahrer
- Varga, Sarolta (* 1983), ungarische Badmintonspielerin
- Varga, Saša (* 1993), serbischer Fußballspieler
- Varga, Stanislav (* 1972), slowakischer Fußballspieler
- Varga, Stefan (* 1966), deutscher Gitarrist und Komponist
- Varga, Tamás (* 1975), ungarischer Wasserballer
- Varga, Thomas, Tontechniker
- Varga, Thomas Steven, US-amerikanischer Schauspieler und Schauspiellehrer
- Varga, Tibor (1921–2003), ungarischer Violinist
- Varga, Viktória (* 2006), ungarische Tennisspielerin
- Varga, Zoltán (1945–2010), ungarischer Fußballspieler und -trainerZoltán Varga (1945–2010)

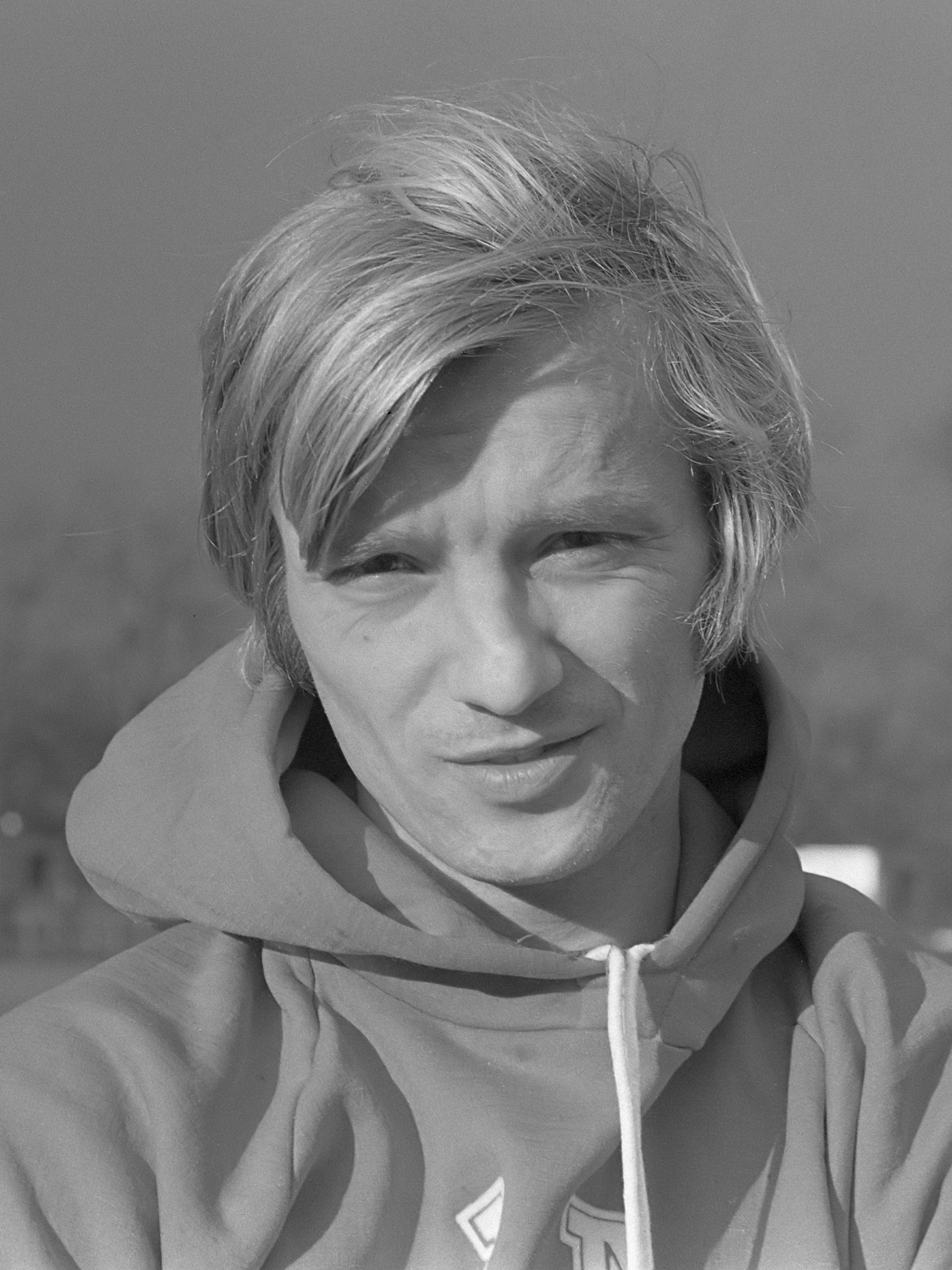
Zoltán Varga (1945–2010)

- Varga, Zoltán (* 1970), ungarischer Schachgroßmeister
- Varga, Zsigmond (1919–1945), ungarischer reformierter Prediger und Widerstandskämpfer gegen den Nationalsozialismus
- Varga, Zsolt (* 1972), ungarischer Wasserballspieler
- Vargas Almaguer, Cuauhtémoc (* 1962), mexikanischer Fußballspieler
- Vargas Alzamora, Augusto (1922–2000), peruanischer Geistlicher, Erzbischof des Erzbistums Lima
- Vargas Aruquipa, Juan (* 1947), bolivianischer Geistlicher, emeritierter römisch-katholischer Bischof von Coroico
- Vargas Bastidas, Héctor Eduardo (1951–2022), chilenischer Ordensgeistlicher und römisch-katholischer Bischof von Temuco
- Vargas Fontecilla, Francisco (1824–1883), chilenischer Anwalt und Politiker (Partido Liberal)
- Vargas Galarza, Víctor Iván (* 1968), bolivianischer römisch-katholischer Geistlicher und Weihbischof in Cochabamba
- Vargas Gómez, Luis Andrés (1915–2003), kubanischer Anwalt, Ökonom, Diplomat sowie Anti-Castro-Aktivist
- Vargas Gonzalez, Kelly (* 2004), kolumbianische Tennisspielerin
- Vargas Guatatuca, Carlos Antonio (1958–2025), ecuadorianischer Politiker
- Vargas Herrera, Eduardo (1933–1996), chilenischer Architekt
- Vargas Koch, Laura (* 1990), deutsche Judoka
- Vargas Lleras, Germán (* 1962), kolumbianischer Rechtsanwalt und Politiker
- Vargas Llosa, Álvaro (* 1966), peruanischer Journalist und Schriftsteller
- Vargas Llosa, Mario (1936–2025), peruanischer SchriftstellerMario Vargas Llosa (1936–2025)

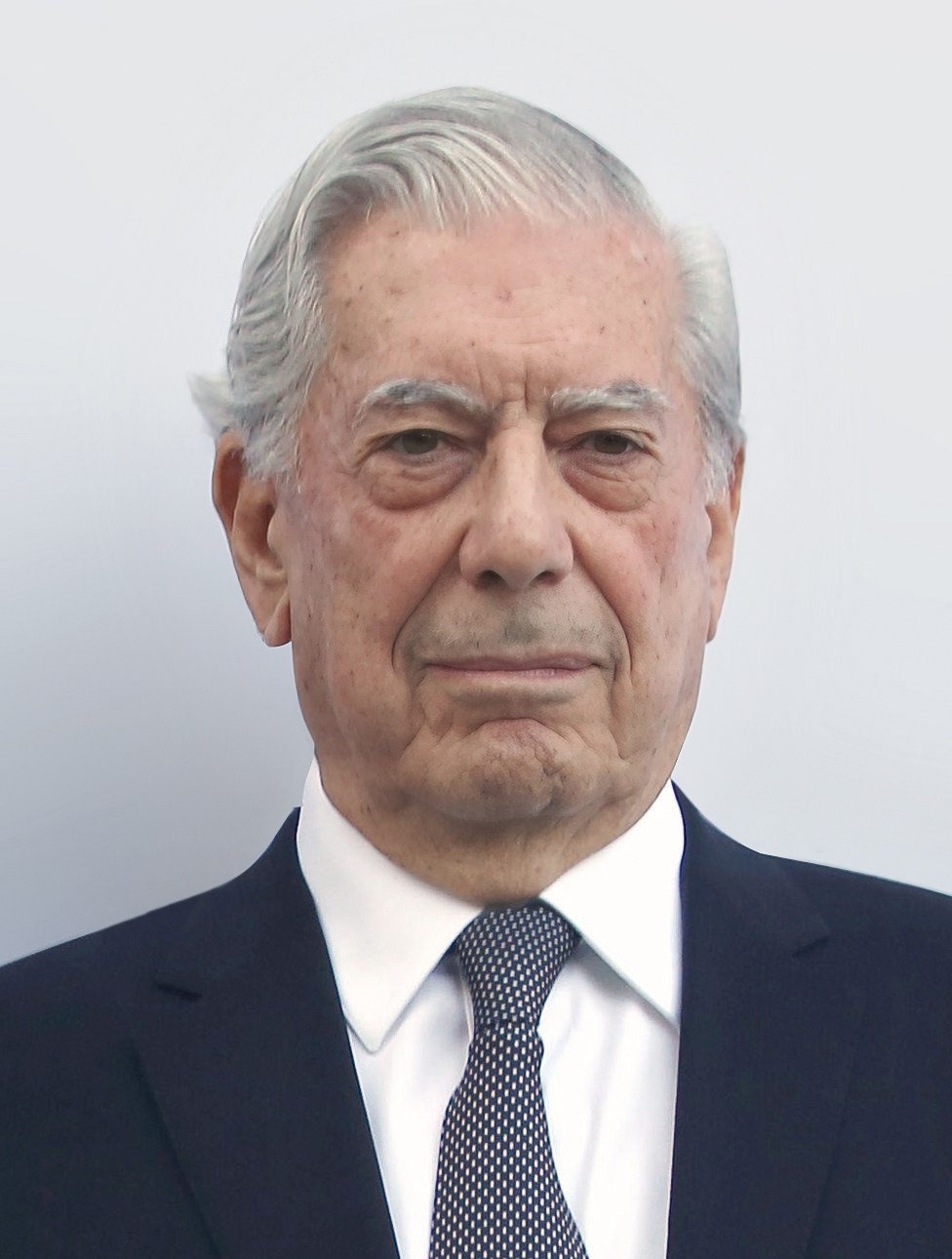
Mario Vargas Llosa (1936–2025)

- Vargas Lugo, Bartolomé, mexikanischer Fußballtorwart
- Vargas Machuca, Bernardo de (1557–1622), spanischer Soldat und Militärtheoretiker
- Vargas Peña, Andrés (* 1946), mexikanischer Geistlicher, emeritierter römisch-katholischer Bischof von Xochimilco
- Vargas Peña, Luis (1907–1994), paraguayischer Fußballspieler
- Vargas Rosas, Luis (1897–1977), chilenischer Maler
- Vargas Rueda, Javier (* 1941), mexikanischer Fußballtorwart
- Vargas Ruiz de Somocurcio, Fernando (1918–2003), peruanischer Geistlicher, katholischer Bischof
- Vargas Serrano, Danny (* 1979), costa-ricanischer Politiker
- Vargas Vargas, Jaime (* 1979), ecuadorianischer Politiker
- Vargas y Gutiérrez, Francisco Melitón (1822–1896), mexikanischer Geistlicher, römisch-katholischer Bischof von Tlaxcala
- Vargas, Akeem (* 1990), US-amerikanisch-deutscher Basketballspieler
- Vargas, Alberto (1896–1982), peruanischer Zeichner
- Vargas, Alicia (* 1954), mexikanische Fußballspielerin
- Vargas, Andrea (* 1996), costa-ricanische Hürdenläuferin
- Vargas, Ángel (1904–1959), argentinischer Tangosänger, -dichter und -komponist
- Vargas, António Pinho (* 1951), portugiesischer Jazz- und Klassik-Musiker
- Vargas, Begoña (* 1999), spanische SchauspielerinBegoña Vargas (* 1999)

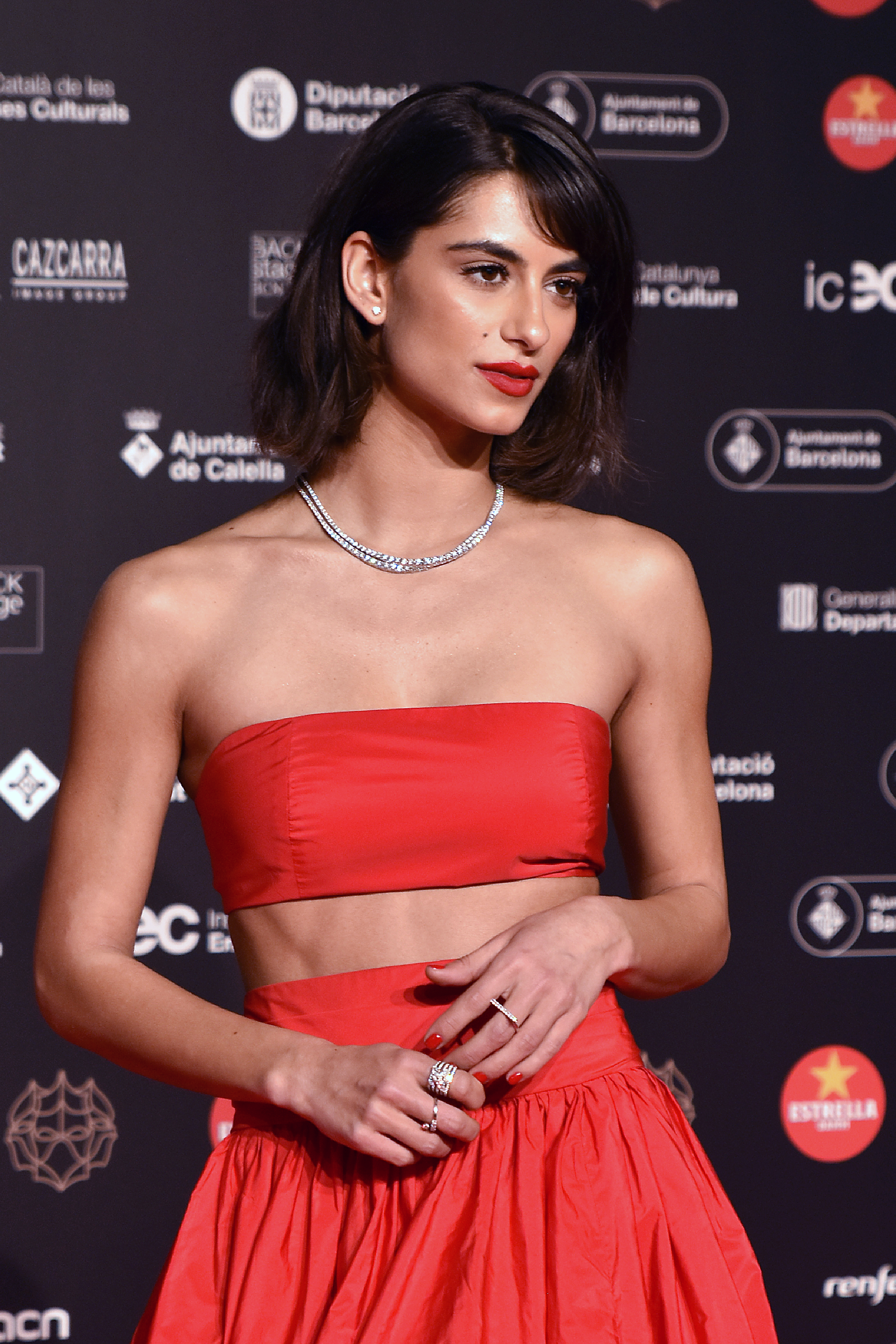
Begoña Vargas (* 1999)

- Vargas, Camilo (* 1989), kolumbianischer Fußballtorhüter
- Vargas, Carolina (* 1990), chilenische Schauspielerin
- Vargas, César (* 1989), uruguayischer Fußballspieler
- Vargas, Chavela (1919–2012), mexikanische Sängerin traditioneller mexikanischer Rancheras
- Vargas, Daniele (1922–1981), italienischer Schauspieler
- Vargas, Darci (1895–1968), brasilianische First Lady, Ehefrau von Getúlio Vargas
- Vargas, Delis (* 1994), uruguayischer Fußballspieler
- Vargas, Donna (* 1975), brasilianische Schauspielerin, Pornodarstellerin und Produzentin
- Vargas, Eduardo (* 1989), chilenischer Fußballspieler
- Vargas, Eleonora, italienische Schauspielerin
- Vargas, Emanuel (* 1988), argentinisch-chilenischer Fußballspieler
- Vargas, Emma (* 1943), peruanische Politikerin
- Vargas, Ernesto (* 1961), uruguayischer Fußballspieler
- Vargas, Eva (1930–2010), deutsche Sängerin, Komponistin, Journalistin und bildende Künstlerin
- Vargas, Fausto (1947–2022), mexikanischer Fußballspieler
- Vargas, Fernando (* 1977), US-amerikanischer Boxer
- Vargas, Filipe (* 1972), portugiesischer Film- und Fernsehschauspieler
- Vargas, Francisco (* 1984), mexikanischer Boxer
- Vargas, Fred (* 1957), französische Krimi-Autorin und ArchäologinFred Vargas (* 1957)

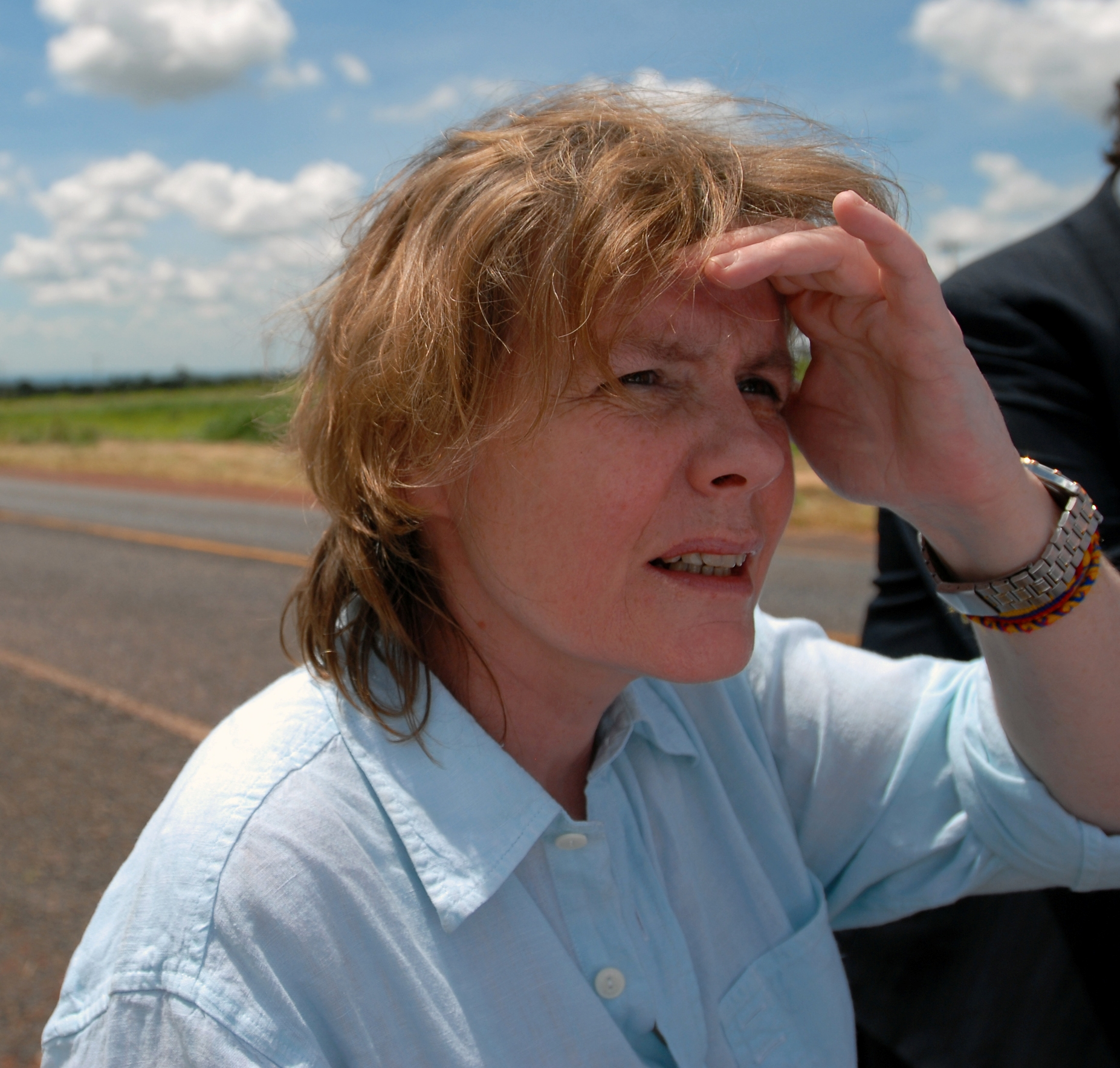
Fred Vargas (* 1957)

- Vargas, Freddy (* 1982), venezolanischer Radrennfahrer
- Vargas, Gabriel (* 1983), chilenischer Fußballspieler
- Vargas, Gery (* 1981), bolivianischer Fußballschiedsrichter
- Vargas, Getúlio (1882–1954), Präsident Brasiliens (1930–1945 und 1950–1954)
- Vargas, Gloria Rojas, chilenische lutherische Theologin und Kirchenpräsidentin
- Vargas, Gonzalo (* 1981), uruguayischer Fußballspieler
- Vargas, Gregorio (* 1970), mexikanischer Boxer
- Vargas, Gustavo (* 1955), mexikanischer Fußballspieler
- Vargas, Itzel (* 2000), mexikanische Handballspielerin
- Vargas, Jacob (* 1971), mexikanischer Schauspieler
- Vargas, Jake (* 1992), philippinischer Schauspieler
- Vargas, Jeferson (* 1984), kolumbianischer Radrennfahrer
- Vargas, Jeisson (* 1997), chilenischer Fußballspieler
- Vargas, Jessie (* 1989), mexikanischer Boxer
- Vargas, Jesus (1905–1994), philippinischer General und Politiker
- Vargas, Jo (* 1957), französische Malerin und Bühnenbildnerin
- Vargas, Jorge Francisco (* 1976), chilenischer Fußballspieler
- Vargas, Jorgito junior (* 1977), kanadischer Schauspieler
- Vargas, Jose Antonio (* 1981), philippinischer Journalist und Filmemacher
- Vargas, Joseph (* 1955), US-amerikanischer Wasserballspieler
- Vargas, Juan (* 1961), US-amerikanischer Politiker
- Vargas, Juan (* 1994), kolumbianischer Squashspieler
- Vargas, Juan Manuel (* 1983), peruanischer Fußballspieler
- Vargas, Juan Pablo (* 1995), costa-ricanischer Fußballspieler
- Vargas, Julian (* 2000), bolivianischer Sprinter
- Vargas, Juvenal (* 1955), chilenischer Fußballspieler
- Vargas, Kaki, dominikanischer Merenguesänger
- Vargas, Kenneth (* 2002), costa-ricanischer Fußballspieler
- Vargas, Mailín (* 1983), kubanische Kugelstoßerin
- Vargas, Manuela (1941–2007), spanische Flamenco-Tänzerin und Choreografin
- Vargas, Marcelino (* 1921), paraguayischer Fußballspieler
- Vargas, María José (* 2001), kolumbianische Schauspielerin
- Vargas, Matheus (* 1996), brasilianischer Fußballspieler
- Vargas, Matías (* 1997), argentinischer Fußballspieler
- Vargas, Nediam (* 1994), venezolanische Sprinterin
- Vargas, Nicolás (* 1993), chilenischer Fußballspieler
- Vargas, Obed (* 2005), US-amerikanisch-mexikanischer Fußballspieler
- Vargas, Osvaldo (* 1957), chilenischer Fußballspieler
- Vargas, Paulo (* 1979), costa-ricanischer Radrennfahrer
- Vargas, Pedro (1904–1989), mexikanischer Sänger
- Vargas, Quintín (1905–1943), chilenischer Fußballspieler
- Vargas, Ramón (* 1960), mexikanischer Opernsänger (Tenor)
- Vargas, Rey (* 1990), mexikanischer Boxer im Superbantamgewicht
- Vargas, Ronald (* 1986), venezolanischer Fußballspieler
- Vargas, Rosario (* 2002), panamaische Fußballspielerin
- Vargas, Rubén (* 1998), Schweizer Fussballspieler
- Vargas, Sergio (* 1963), dominikanischer Merenguesänger
- Vargas, Sergio (* 1965), chilenischer Fußballspieler
- Vargas, Servando, mexikanischer Fußballspieler und -trainer
- Vargas, Silenis (* 2002), venezolanische Hammerwerferin
- Vargas, Taliana (* 1987), kolumbianische Schönheitskönigin und Miss Kolumbien 2007
- Vargas, Valentina (* 1964), chilenische Schauspielerin
- Vargas, Walter (* 1992), kolumbianischer Radrennfahrer
- Vargas, Wilfrido (* 1949), dominikanischer Sänger, Trompeter und Bandleader
- Varges, Helene (1877–1946), deutsche Malerin, Zeichnerin und Illustratorin
- Vargha, János (* 1949), ungarischer Umweltschützer und Biologe
- Varghaiyan, Behrouz (* 1956), Schweizer Bildhauer und Maler
- Varghese, Leela (* 1992), australische Filmregisseurin, Drehbuchautorin und Filmschauspielerin
- Vargić, Ivan (* 1987), kroatischer Fußballtorhüter
- Varglien, Mario (1905–1978), italienischer Fußballspieler und -trainer
- Vargo, Mark (* 1954), US-amerikanischer Spezialeffekte-Künstler und Kameramann
- Vargo, Peter (1941–2017), österreichischer Fußballspieler
- Vargová, Nina (* 2005), slowakische Tennisspielerin
- Vargula, antiker römischer Witzemacher
- Vargyas, László (* 1970), rumänischer Eishockeyspieler

### Varh
- Varhaug, Pål (* 1991), norwegischer Automobilrennfahrer
- Várhelyi, Olivér (* 1972), ungarischer Diplomat und PolitikerOlivér Várhelyi (* 1972)

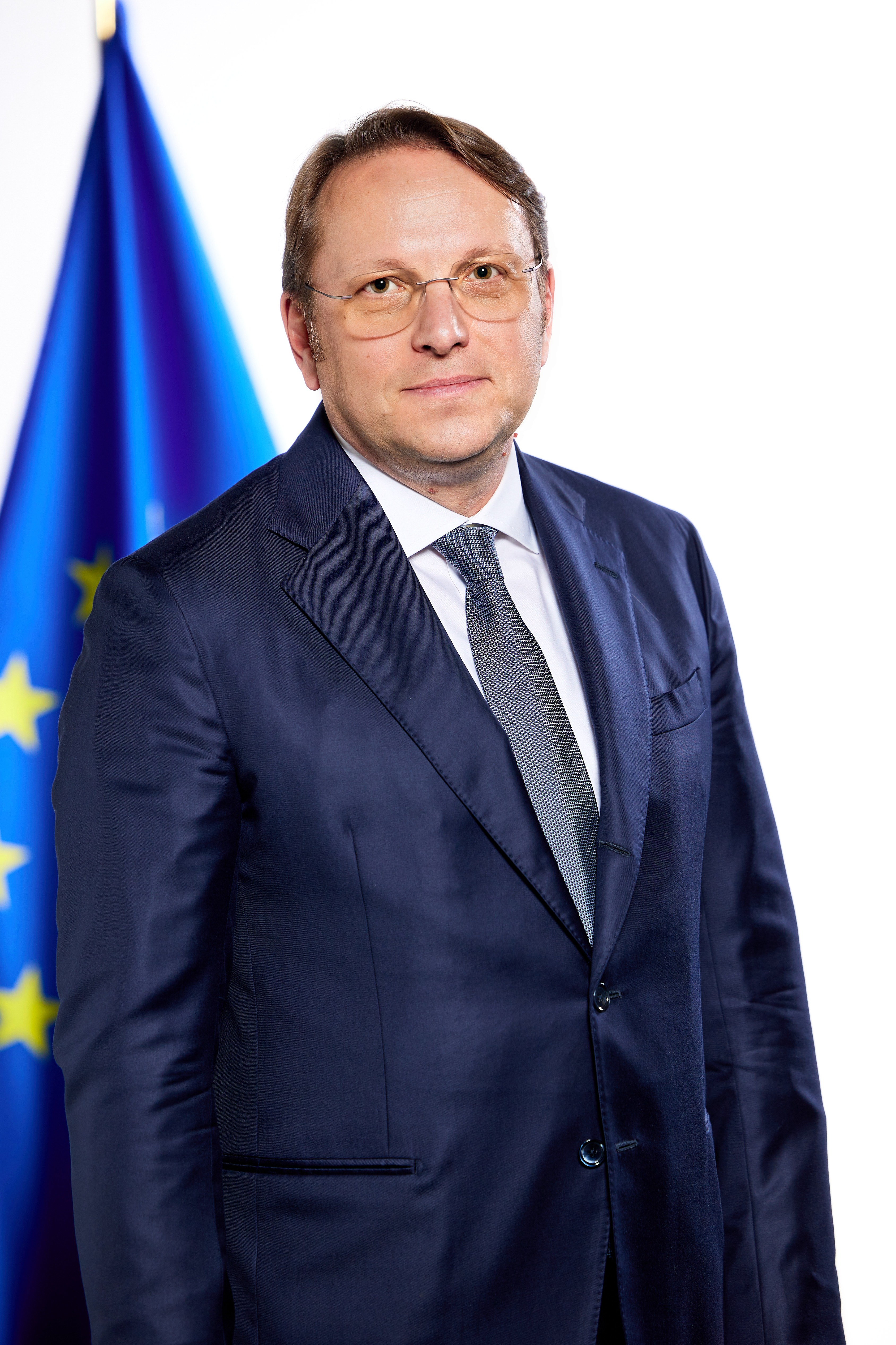
Olivér Várhelyi (* 1972)

- Várhidi, Pál (1931–2015), ungarischer Fußballspieler und -trainer
- Várhidi, Péter (* 1958), ungarischer Fußballspieler und -trainer

### Vari
- Vári, Attila (* 1976), ungarischer Wasserballer
- Vari, Giuseppe (1916–1993), italienischer Filmeditor, Drehbuchautor und Regisseur
- Vari, Luigi (* 1957), italienischer Geistlicher, römisch-katholischer Erzbischof von Gaeta
- Vari, Martín (* 1982), argentinischer Kitesurfer
- Vari, Noel (* 1969), vanuatuischer Fußballspieler
- Variações, António (1944–1984), portugiesischer Sänger und Komponist
- Varian, Hal (* 1947), US-amerikanischer Wirtschaftswissenschaftler
- Varian, Isaac L. (1793–1864), US-amerikanischer Politiker
- Varian, Russell Harrison (1898–1959), US-amerikanischer Wissenschaftler und Erfinder
- Varian, Sigurd Fergus (1901–1961), US-amerikanischer Elektronikunternehmer
- Variara, Aloisius (1875–1923), Salesianer und Missionar
- Varićak, Vladimir (1865–1942), jugoslawischer Mathematiker und Physiker
- Varick, Richard (1753–1831), US-amerikanischer Politiker
- Varignana, Bartolomeo da († 1321), Stadtarzt und Politiker in Bologna
- Varignana, Guglielmo da (1270–1339), Mediziner und Philosoph
- Varignon, Pierre de (1654–1722), französischer Wissenschaftler, Mathematiker und Physiker
- Varik, Andres (* 1952), estnischer Politiker
- Varillas, Juan Pablo (* 1995), peruanischer Tennisspieler
- Varin, Charles (1798–1869), französischer Dramatiker
- Varin, Eric (* 1976), französischer Tischtennisspieler
- Varin, Max (1898–1931), Schweizer Bildhauer
- Varin, Philippe (* 1952), französischer Manager
- Väring, Astrid (1892–1978), schwedische Schriftstellerin, Journalistin und Übersetzerin
- Varini, Carlo (1946–2014), schweizerisch-französischer Kameramann
- Varini, Felice (* 1952), Schweizer Künstler
- Varini, Maurizio (* 1978), italienischer Radrennfahrer
- Varinlioğlu, Ender, türkischer Epigraphiker
- Varinlioğlu, Günder, türkische byzantinische Archäologin
- Varinlioğlu, Güngör, türkische Klassische Philologin (Latinstin)
- Varintorn Watcharapringam (* 2003), thailändischer Fußballspieler
- Vario, Paul (1914–1988), US-amerikanischer MobsterPaul Vario (1914–1988)

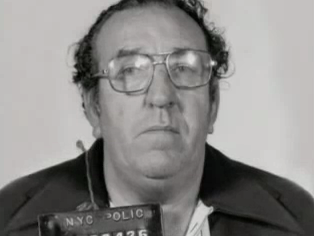
Paul Vario (1914–1988)

- Varion (* 1992), deutscher Webvideoproduzent
- Varis, Francis (* 1957), französischer Akkordeonist (Gypsy-Jazz)
- Varis, Kaisa (* 1975), finnische Skilangläuferin und Biathletin
- Varis, Kari (* 1983), finnischer Skilangläufer
- Varis, Petri (* 1969), finnischer Eishockeyspieler
- Varisco, Grazia (* 1937), italienische Künstlerin und Hochschullehrerin
- Varius Clemens, Titus, römischer Ritter
- Varius Marcellus, Sextus, Vater des römischen Kaisers Elagabal
- Varius Priscus, Titus, Statthalter 157
- Varius Quintius Gaianus, römischer Centurio
- Varius Rufus, Lucius, römischer Dichter
- Varius Severus Hibrida, Quintus, römischer Volkstribun
- Varius Valentinus, Publius, römischer Ritter (Kaiserzeit)
- Variyathodi, Muhammed Ajmal (* 1998), indischer Sprinter

### Varj
- Varjapetian, Nerses II. (1837–1884), armenischer Patriarch von Konstantinopel
- Varjas, Sándor (1885–1939), ungarisch-sowjetischer Philosoph und Historiker der Philosophie
- Varjasi, Peter (* 2000), deutscher Schwimmer
- Varjú, Péter (* 1982), ungarischer Mathematiker
- Varjú, Vilmos (1937–1994), ungarischer Leichtathlet

### Vark
- Värk, Ivo (* 1974), estnischer Flottillenadmiral
- Varkala, Jonas (* 1951), litauischer katholischer Geistlicher und Politiker
- Varkalys, Jonas (* 1950), litauischer Politiker
- Várkonyi, Dora (* 1953), deutsche Bildhauerin
- Várkonyi, Orsolya (* 1989), ungarische Fußballspielerin
- Várkonyi, Péter (1931–2008), ungarischer kommunistischer Politiker, Journalist und Diplomat
- Varkonyi, Robert (* 1961), US-amerikanischer Pokerspieler
- Várkonyi, Zoltán (1912–1979), ungarischer Filmregisseur und Schauspieler

### Varl
- Varla, Zubin (* 1970), britischer Schauspieler und Musiker
- Varlemann, Bente (* 1985), deutsche Schriftstellerin
- Varlet, Dominique (1678–1742), Missionsbischof in Nordamerika und Mitbegründer der Altkatholischen Kirche
- Varlet, Jean-François (1764–1837), französischer Politiker und Revolutionär
- Varley, Cromwell Fleetwood (1828–1883), britischer Elektroingenieur
- Varley, Eric (1932–2008), britischer Politiker (Labour Party), Mitglied des House of Commons
- Varley, Fleetwood (1862–1936), britischer Sportschütze
- Varley, Frederick (1881–1969), kanadischer Maler
- Varley, Gez, britischer Techno-Musiker und -DJ
- Varley, Henry (1835–1912), englischer Evangelist
- Varley, Isobel (1937–2015), britische Guinness-Weltrekordlerin, meist tätowierte Seniorin der Welt
- Varley, John (* 1947), US-amerikanischer Science-Fiction-Autor
- Varley, Julia (1871–1952), britische Gewerkschafterin und Suffragette
- Varley, Lynn, US-amerikanische Comic-Coloristin
- Varley, Özge Sezince (* 1986), türkische Schauspielerin
- Varley, Samuel Alfred (1832–1921), englischer Elektrotechniker
- Varley, William (1880–1968), US-amerikanischer Ruderer
- Varloot, Jean (1913–2001), französischer Romanist und Literaturwissenschaftler
- Varloteaux, Benoît (* 1971), französischer Handballspieler

### Varm
- Varma, Chandra M. (* 1942), indisch-US-amerikanischer Physiker
- Varma, Indira (* 1973), britische SchauspielerinIndira Varma (* 1973)

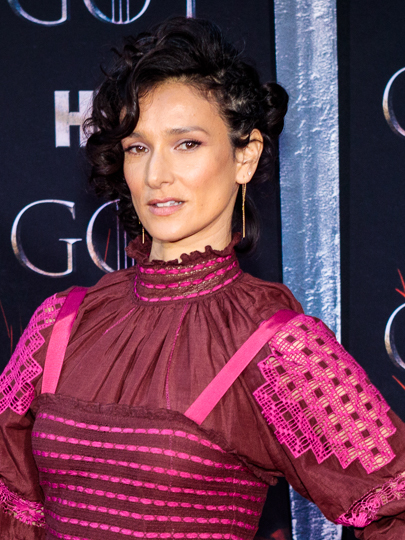
Indira Varma (* 1973)

- Varma, Mahadevi (1907–1987), indische Hindi-Dichterin und Schriftstellerin
- Varma, Pavan K. (* 1953), indischer Diplomat, Historiker und Autor
- Varma, Raja Ravi (1848–1906), indischer Maler
- Varma, Ram Gopal (* 1962), indischer Filmregisseur, Produzent und Drehbuchautor
- Varma, Ravindra (1925–2006), indischer Politiker
- Varma, Sourabh (* 1992), indischer Badmintonspieler
- Varman, Neeshil, fidschianischer Fußballschiedsrichter
- Varman, Rakesh (* 1968), fidschianischer Fußballschiedsrichter
- Varmann, Kolbjørn (1904–1980), norwegischer Politiker (Arbeiterpartei), Storting-Abgeordneter, Fylkesmann und Verkehrsminister
- Varmeier, Jakob († 1631), deutscher Jurist, Mathematiker und Astronom
- Varmeier, Theodor (1587–1642), deutscher Jurist
- Varmette, Madison (* 1996), US-amerikanische Freestyle-Skisportlerin
- Varmus, Harold E. (* 1939), US-amerikanischer Virologe

### Varn
- Varna (* 1981), grönländische Bluesmusikerin
- Varna, Aleksas (* 1948), litauischer liberaler Politiker und Vizebürgermeister von Panevėžys
- Varnajo, Robert (1929–2024), französischer Radrennfahrer
- Varnalis, Kostas (1884–1974), griechischer Dichter und Schriftsteller
- Varnas, Dainius (* 1971), litauischer Politiker
- Varnas, Darius (* 1973), litauischer Politiker, Bürgermeister der Rajongemeinde Ukmergė
- Varnas, Saulius (* 1948), litauischer Schauspieler und Regisseur
- Vârnav-Liteanu, George (1840–1905), rumänischer liberaler Politiker und Diplomat
- Varnay, Astrid (1918–2006), amerikanische Opernsängerin ungarischer Abstammung
- Varnbüler von und zu Hemmingen, Axel (1851–1937), deutscher Diplomat
- Varnbüler von und zu Hemmingen, Ferdinand (1774–1830), württembergischer Generalquartiermeister
- Varnbüler von und zu Hemmingen, Ulrich (1907–1986), deutscher Brigadegeneral des Heeres der Bundeswehr
- Varnbüler, Angela (1441–1509), Schweizer Priorin
- Varnbüler, Johann Conrad (1550–1609), deutscher Jurist und Rat
- Varnbüler, Johann Konrad (1595–1657), württembergischer Politiker und Diplomat
- Varnbüler, Johannes (1464–1545), Bürgermeister
- Varnbüler, Karl von (1776–1832), deutscher Politiker und Finanzminister des Königreichs Württemberg
- Varnbüler, Karl von (1809–1889), deutscher Politiker, württembergischer Staatsminister, MdRKarl von Varnbüler (1809–1889)

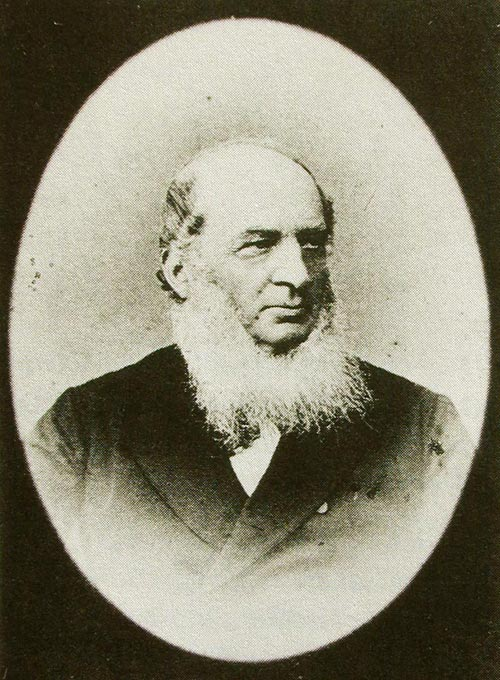
Karl von Varnbüler (1809–1889)

- Varnbüler, Nikolaus (1519–1604), württembergischer Rechtswissenschaftler und Diplomat
- Varnbüler, Ulrich (1432–1496), Schweizer Reichsvogt und Bürgermeister
- Varnbüler, Ulrich (1474–1545), Jurist
- Varndal, Walter (1901–1993), österreichischer Theater- und Filmschauspieler
- Varnedoe, Kirk (1946–2003), US-amerikanischer Kunsthistoriker
- Varnel, Marcel (1892–1947), französischer Filmregisseur
- Varnell, Craig (* 1983), US-amerikanischer Pokerspieler
- Varnell, George (1882–1967), US-amerikanischer Hürdenläufer
- Varner, Antoine-François (1789–1854), französischer Vaudevillist und Librettist
- Varner, Bill (* 1960), belgisch-US-amerikanischer Basketballspieler
- Varner, Christofer (* 1960), deutscher Musiker
- Varner, Jakob (* 1986), US-amerikanischer Ringer
- Varner, Johanna (* 1963), österreichische Musikerin (Cello, Kontrabass, Komposition, Fotografin)
- Varner, Marco (* 1954), italienischer Komponist und Musikpädagoge
- Varner, Margaret (* 1927), US-amerikanische Badminton-, Tennis-, Squashspielerin und Reitstallbesitzerin
- Varner, Nick (* 1948), US-amerikanischer Poolbillardspieler
- Varner, Tom (* 1957), US-amerikanischer Jazzmusiker
- Varnesi, Augusto (1866–1941), italienischer, in Deutschland tätiger Bildhauer und Medailleur
- Varney, Bill (1934–2011), US-amerikanischer Tonmeister beim Film
- Varney, Jim (1949–2000), US-amerikanischer Schauspieler
- Varney, Louis (1844–1908), französischer Komponist
- Varney, Louis Reginald (1911–2000), britischer Nachrichtentechniker und Funkamateur
- Varney, Reg (1916–2008), britischer Schauspieler
- Varnhagen von Ense, Karl August (1785–1858), deutscher Diplomat und Schriftsteller
- Varnhagen von Ense, Rahel (1771–1833), deutsche SchriftstellerinRahel Varnhagen von Ense (1771–1833)

Rahel Varnhagen von Ense (1771–1833)

- Varnhagen, Ansgar (* 1979), deutscher Leichtathlet
- Varnhagen, Christian (1775–1843), deutscher Verwaltungsjurist, Politiker
- Varnhagen, Francisco Adolfo de (1816–1878), brasilianischer Historiker, Diplomat und Schriftsteller
- Varnhagen, Hermann (1850–1924), deutscher Anglist und Romanist
- Varnhagen, Johann Adolph Theodor Ludwig (1753–1829), deutscher evangelischer Pastor und Historiker
- Varnhagen, Johann Andreas Jacob (1756–1799), deutscher Mediziner
- Varnhagen, Oskar (1873–1956), deutscher Jurist und Politiker
- Varnhagen, Robert (1818–1903), deutscher Jurist und Politiker
- Varnhagen, Silvano (* 1993), deutscher Fußballspieler
- Varnholt, Wilhelm (1925–1983), deutscher Politiker (SPD), Oberbürgermeister von Mannheim
- Varnhorn, Neidhard (* 1972), deutscher Politiker (CDU)
- Varnhorst, Theodor Wilhelm (1736–1810), deutscher Politiker und Bürgermeister der Stadt Essen
- Varni, Santo (1807–1885), italienischer Bildhauer
- Varnienė, Rita (* 1973), litauische Schachspielerin
- Varnier, Marco (* 1998), italienischer Fußballspieler
- Varnier, Matteo (* 1979), italienischer Beachvolleyballspieler
- Värnik, Andrus (* 1977), estnischer Speerwerfer
- Varnish, Jessica (* 1990), britische Radrennfahrerin
- Varno, Roland (1908–1996), niederländischer Schauspieler
- Varnum, James Mitchell (1748–1789), US-amerikanischer General während des Unabhängigkeitskrieges
- Varnum, John (1778–1836), US-amerikanischer Politiker
- Varnum, Joseph Bradley (1751–1821), US-amerikanischer Politiker und Senator
- Varnus, Xaver (* 1964), ungarisch-kanadischer OrganistXaver Varnus (* 1964)

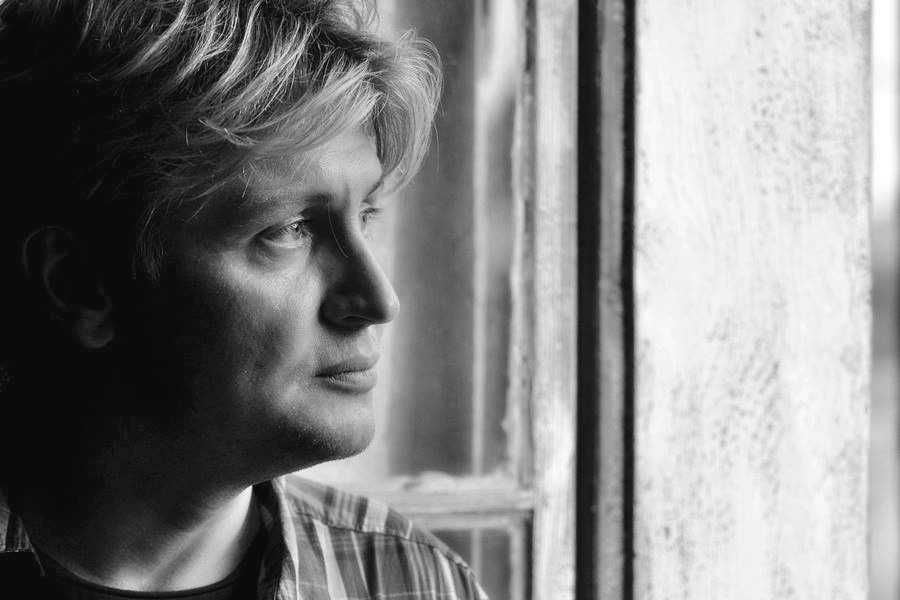
Xaver Varnus (* 1964)

- Varnyú, Alex (* 1995), ungarischer Shorttracker

### Varo
- Varo, Carl Ludwig, von (1792–1876), preußischer Rittergutsbesitzer und Politiker
- Varo, Remedios (1908–1963), spanische surrealistische Malerin
- Varoff, George (1914–2002), US-amerikanischer Stabhochspringer
- Varol, Bülent (1924–2008), türkischer Fußballspieler
- Varol, Gökdeniz (* 1995), türkischer Fußballspieler
- Varol, Güven (* 1981), türkischer Fußballspieler
- Varol, Paco (* 1989), deutscher American-Football-Spieler
- Varol, Yasin (* 2003), deutscher Fußballspieler
- Varolio, Constanzo (1543–1575), italienischer Mediziner
- Varon, Lisa Marie (* 1971), US-amerikanische Wrestlerin und Bodybuilderin
- Varón, Rubén (* 1979), spanischer Boxer
- Varon, Susan, US-amerikanische Schauspielerin
- Varón, Yineth (* 1982), kolumbianische Fußballspielerin
- Varone, Philip (* 1990), kanadischer Eishockeyspieler
- Varonian, Benjamin (* 1980), französischer Turner
- Varopoulos, Nicolas (* 1940), griechischer Mathematiker
- Varoquaux, Gaël (* 1981), französischer Quantenphysiker
- Varotari, Alessandro (1588–1649), italienischer Maler
- Varotari, Chiara (* 1584), venezianische Porträtmalerin
- Varotsos, Costas (* 1955), griechischer Bildhauer der Moderne und Professor
- Varouchas, Dimitrios (1770–1811), griechischer Freiheitskämpfer
- Varoufakis, Yanis (* 1961), griechisch-australischer Wirtschaftswissenschaftler und PolitikerYanis Varoufakis (* 1961)

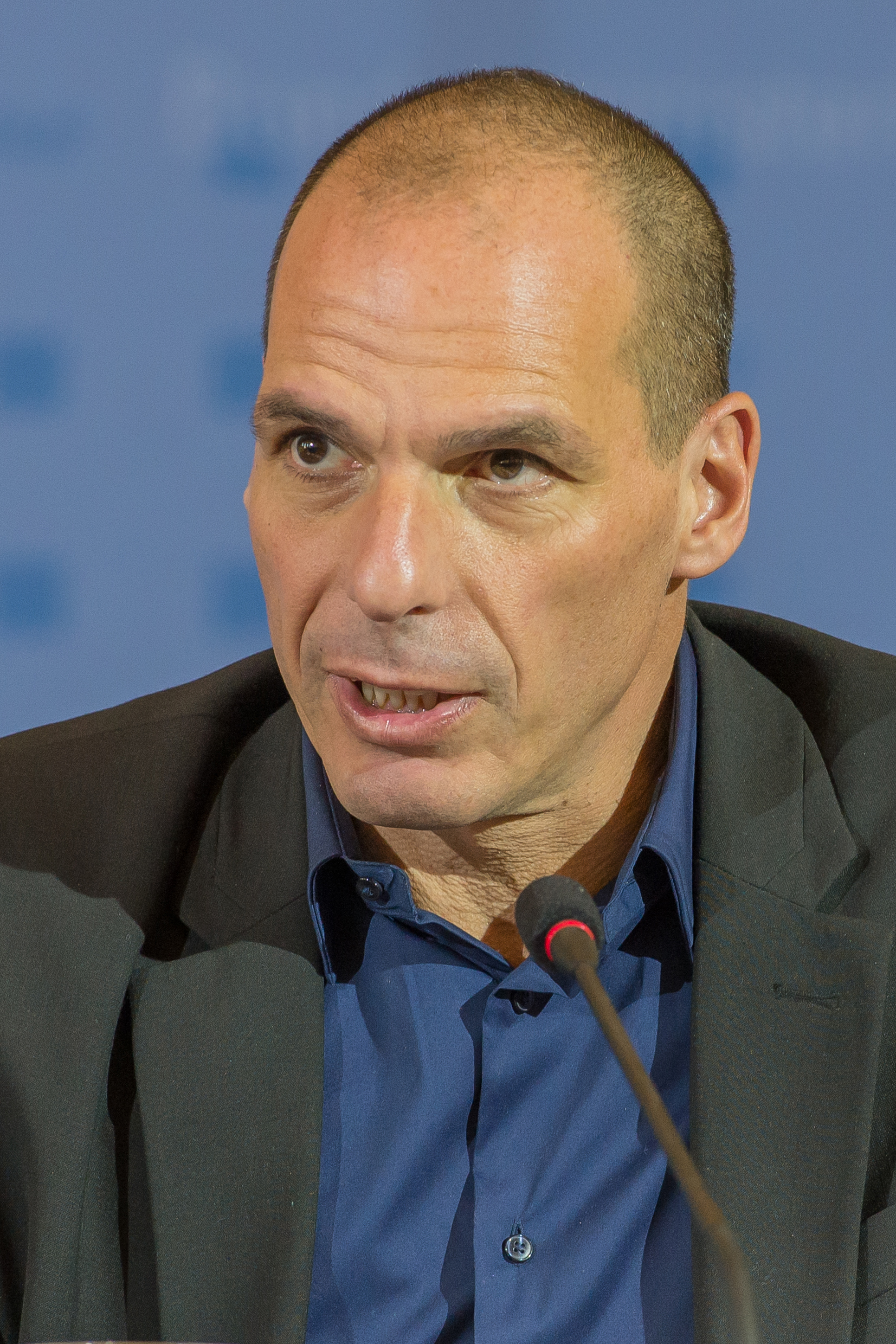
Yanis Varoufakis (* 1961)

### Varq
- Varquez, Crispin Barrete (* 1960), philippinischer Geistlicher, Bischof von Borongan

### Varr
- Varraud, Jean (1921–2006), französischer Fußballspieler
- Varrella, Franco (* 1953), italienischer Fußballspieler und Fußballtrainer
- Varrentrapp, Adolf (1844–1916), deutscher Stadtrat und Bürgermeister
- Varrentrapp, Albert (1375–1438), deutscher Gelehrter, Sekretär König Sigismunds und Teilnehmer des Konstanzer Konzils
- Varrentrapp, Albrecht (1821–1885), Kaufmann und Politiker der Freien Stadt Frankfurt
- Varrentrapp, Conrad (1779–1860), deutscher Mediziner und Politiker
- Varrentrapp, Conrad (1844–1911), deutscher Historiker und Biograf
- Varrentrapp, Eduard (1869–1928), deutscher Konteradmiral
- Varrentrapp, Franz (1815–1877), deutscher Chemiker
- Varrentrapp, Georg (1809–1886), deutscher Mediziner
- Varrese-Maler, apulischer Vasenmaler
- Varriano, Bruno (* 1971), italienischer römisch-katholischer Ordensgeistlicher, Weihbischof im Lateinischen Patriarchat von Jerusalem
- Varricchio, Armando (* 1961), italienischer Diplomat
- Varrin, Bernard (* 1939), Schweizer Politiker
- Varro, Johnny (* 1930), US-amerikanischer Jazzpianist, Bandleader und Arrangeur
- Varro, Marcus Terentius (116 v. Chr.–27 v. Chr.), römischer Polyhistor
- Varro, Michel († 1586), Schweizer Jurist und Physiker
- Varrone, Johann (1832–1910), österreichischer Landschaftsmaler
- Varrone, Nicolás (* 2000), argentinischer Autorennfahrer
- Varronian (* 363), Sohn des römischen Kaisers Jovian
- Varroy, Henri (1826–1883), französischer Ingenieur und Politiker

### Vars
- Vars, Henry (1902–1977), US-amerikanischer Filmkomponist polnischer Herkunft
- Vars, Láilá Susanne (* 1976), samisch-norwegische Völkerrechtlerin, Politikerin und Hochschulrektorin
- Vărșăndan, Lucian (* 1975), rumänischer Intendant und Autor
- Varsavaux, Charles Auguste (1866–1935), französischer Fotograf
- Varsavsky, Martín (* 1960), argentinischer Unternehmer
- Varshavski, Mikhail (* 1989), russisch-US-amerikanischer HausarztMikhail Varshavski (* 1989)

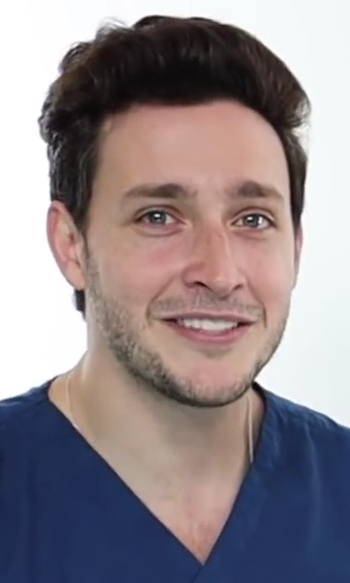
Mikhail Varshavski (* 1989)

- Varshavsky, Alexander (* 1946), russisch-amerikanischer Biochemiker
- Varsi, Diane (1938–1992), US-amerikanische Schauspielerin
- Varsi, Dinorah (1939–2013), uruguayische Pianistin
- Várszegi, Imre Asztrik (* 1946), ungarischer Ordensgeistlicher, emeritierter Erzabt der Territorialabtei Pannonhalma
- Várszegi, József (1910–1977), ungarischer Speerwerfer und Olympiateilnehmer

### Vart
- Vartan Paşa (1813–1879), osmanisch-armenischer Autor und Beamter
- Vartan, Michael (* 1968), französisch-US-amerikanischer Schauspieler
- Vartan, Sylvie (* 1944), französische Chanson- und Pop-Sängerin sowie Schauspielerin
- Vartanes I. († 341), dritter Katholikos von Armenien
- Varte, Rosy (1923–2012), französische Schauspielerin
- Varthalitis, Antonios (1924–2007), römisch-katholischer Bischof von Korfu (Griechenland)
- Varthema, Ludovico de († 1517), italienischer Schriftsteller und Entdeckungsreisender
- Vartiainen, Jenni (* 1983), finnische Popsängerin
- Vartiks, Māris (* 1987), lettischer Billardspieler
- Vartmann, Mari-Doris (* 1988), deutsche Eiskunstläuferin
- Vártok, Ramóna (* 1999), ungarische Handball- und Beachhandballspielerin
- Vartolomei, Anamaria (* 1999), rumänische SchauspielerinAnamaria Vartolomei (* 1999)

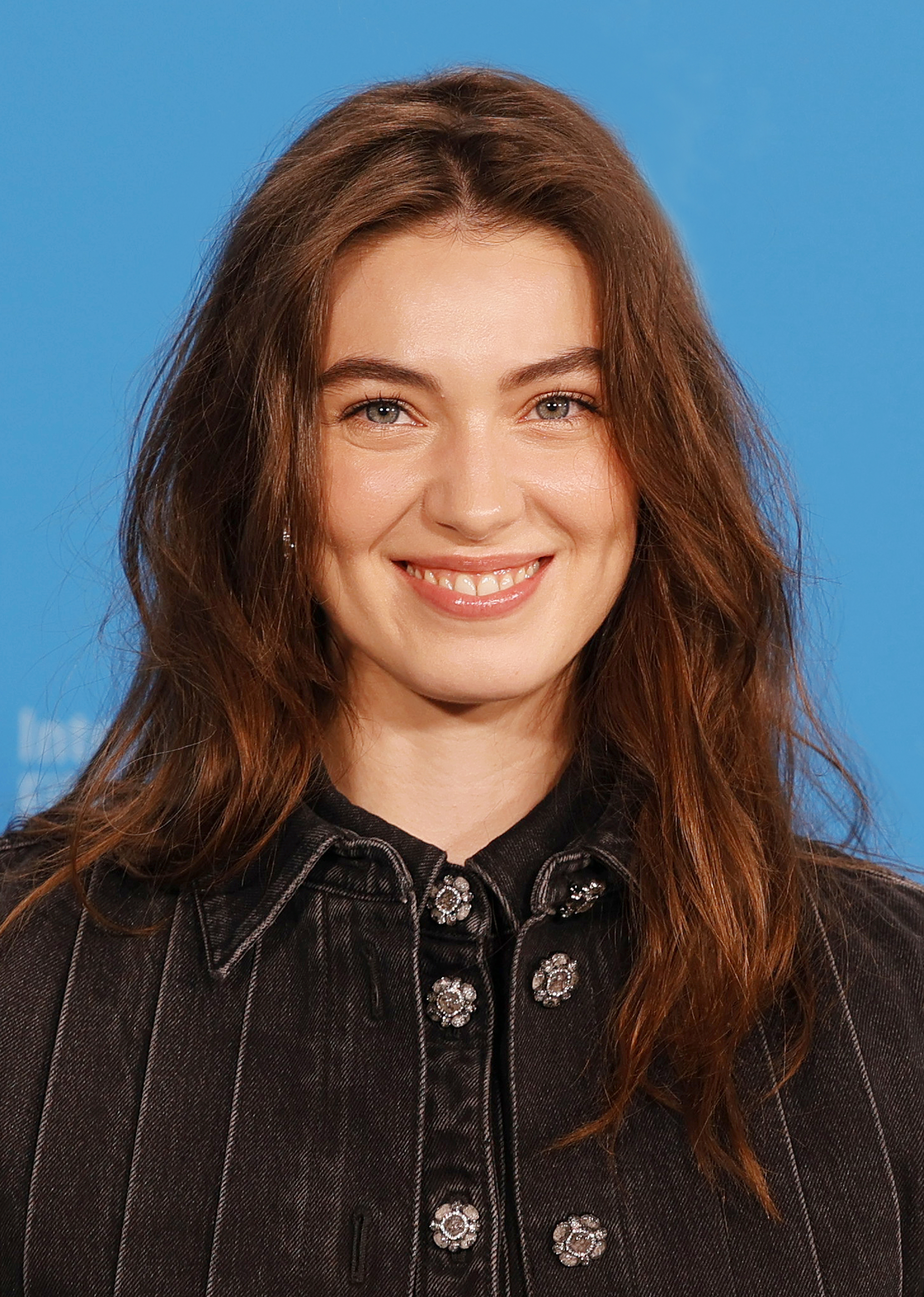
Anamaria Vartolomei (* 1999)

- Vartolomeu, Roman (* 1950), rumänischer Kanute

### Varu
- Varughese, Sugith (* 1958), kanadischer Schauspieler, Drehbuchautor und Synchronsprecher
- Varul, Liisa (* 2004), estnische Tennisspielerin
- Varul, Paul (* 1952), estnischer Politiker und Jurist
- Varunya Wongteanchai (* 1993), thailändische Tennisspielerin
- Varus, Anton (1557–1637), deutscher Logiker und Mediziner
- Varus, Publius Quinctilius († 9), römischer Konsul und FeldherrPublius Quinctilius Varus († 9)

Publius Quinctilius Varus († 9)

- Varuth Wongsomsak (* 1999), thailändischer Fußballspieler
- Varuvel, Jerome Dhas (* 1951), indischer Ordensgeistlicher, emeritierter römisch-katholischer Bischof von Kuzhithurai

### Varv
- Varvakis, Iwan (1745–1825), russischer Adliger griechischer Abstammung, aktiver Teilnehmer der Griechischen Revolution
- Varvaro, Alberto (1934–2014), italienischer Romanist, Italianist, Hispanist und Mediävist
- Varvasovszky, László (* 1947), österreichischer Künstler und Kinderbuchautor
- Varvatos, John (* 1954), griechisch-amerikanischer Modedesigner
- Varvello, Miguel (* 1943), argentinischer Bandoneonist und Komponist
- Vårvik, Dagfinn (1924–2018), norwegischer Journalist und Politiker der Zentrumspartei
- Varvin, Kjell (* 1939), norwegischer Mixed-Media-, Installations- und Konzeptkünstler
- Varvio, Jarkko (* 1972), finnischer Eishockeyspieler
- Varviso, Silvio (1924–2006), Schweizer Dirigent
- Varvitsiotis, Ioannis (* 1933), griechischer Politiker (Nea Dimokratia), MdEP
- Varvitsiotis, Miltiadis (* 1969), griechischer Politiker
- Varvitsiotis, Takis (1916–2011), griechischer Dichter und Übersetzer
- Varvodić, Miro (* 1989), kroatischer Fußballtorhüter
- Varvodić, Zoran (* 1963), kroatischer Fußballtorhüter, Fußballtrainer und Torwarttrainer
- Varvoglis, Marios (1885–1967), griechischer Komponist

### Varw
- Varwick, Johannes (* 1968), deutscher Politikwissenschaftler und HochschullehrerJohannes Varwick (* 1968)

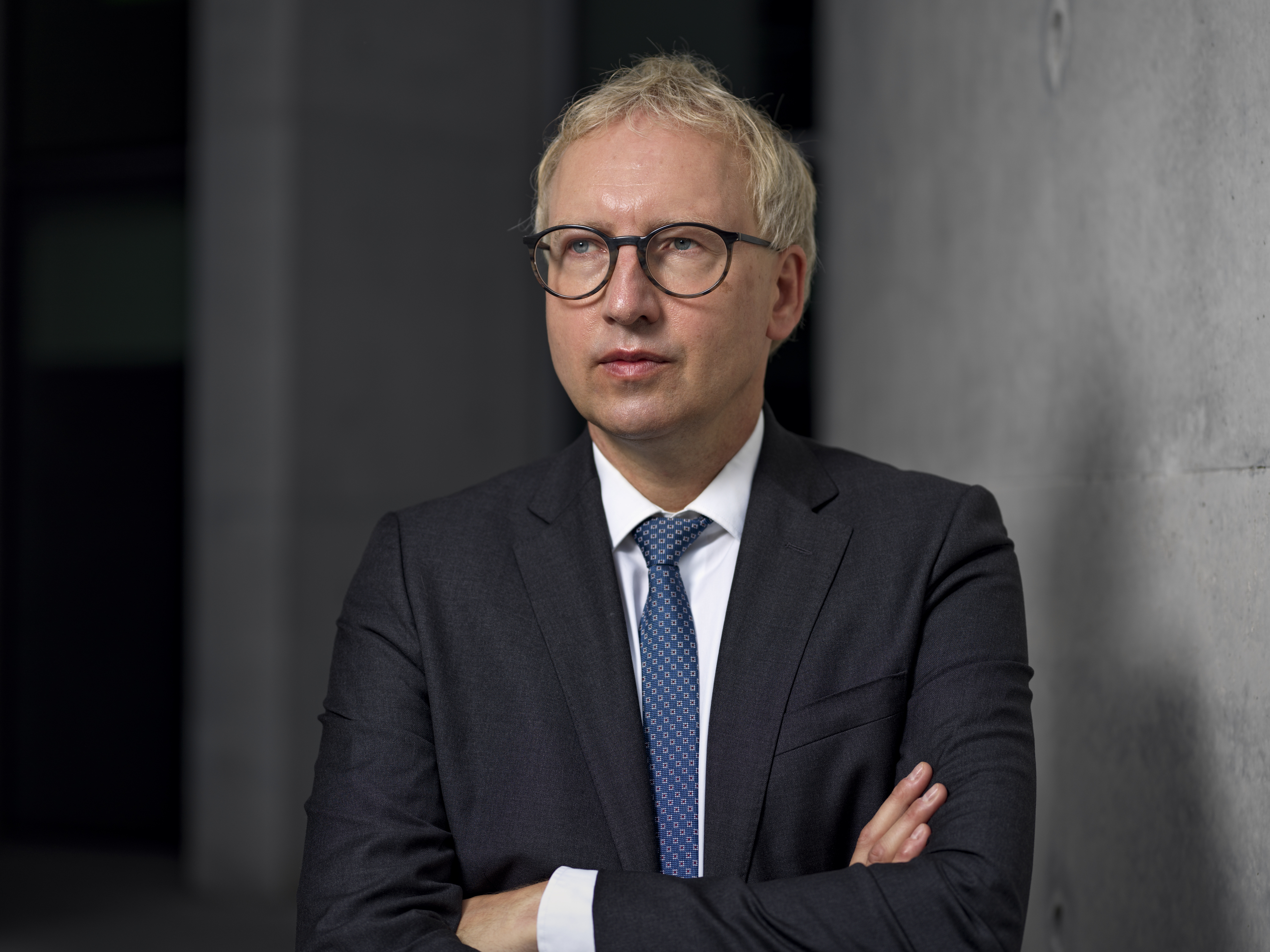
Johannes Varwick (* 1968)

### Vary
- Vary, Elisabeth (* 1940), deutsche bildende Künstlerin und Kunstprofessorin

### Varz
- Vărzaru, Cristina (* 1979), rumänische Handballspielerin
- Varžgalys, Juozas (* 1956), litauischer Politiker
- Varzi, Achille (1904–1948), italienischer Rennfahrer
- Varzi, Achille (* 1958), italienischer Philosoph
- Varzy, Jean de († 1278), französischer Dominikaner und Theologe